# Katedrála svatých apoštolů Petra a Pavla (Poznaň)
Katedrála svatých apoštolů Petra a Pavla se nachází v Poznani, na Tumském ostrově, je nejstarší polskou katedrálou (z roku 968) a je také jedním z nejstarších polských kostelů. Nachází se zde pohřebiště prvních polských panovníků a domnělé místo křtu Měška I. Dnešní gotická katedrála byla postavena ve 14.–15. století, částečně zničena během 2. světové války a zrekonstruována po jejím skončení. V roce 1962 obdržela čestný titul basilica minor a tvoří jednu z památek a pamětihodností tzv. Královsko-císařské cesty v Poznani.

## Historie

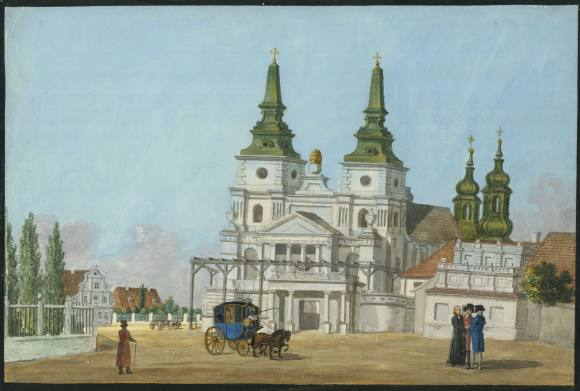
Poznaňská katedrála v roce 1798

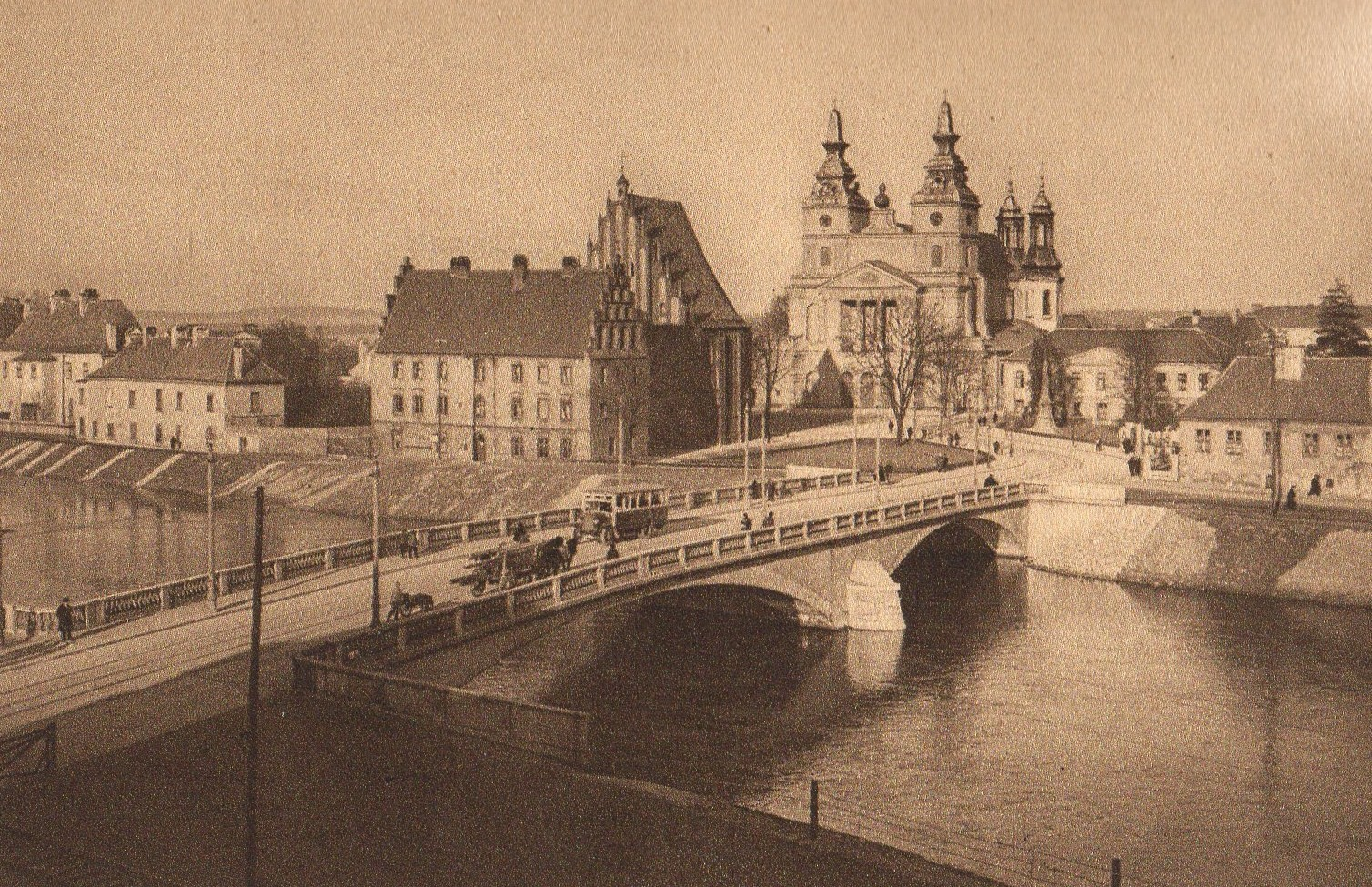
Poznaňská katedrála a most Boleslava Chrabrého (kolem roku 1929)

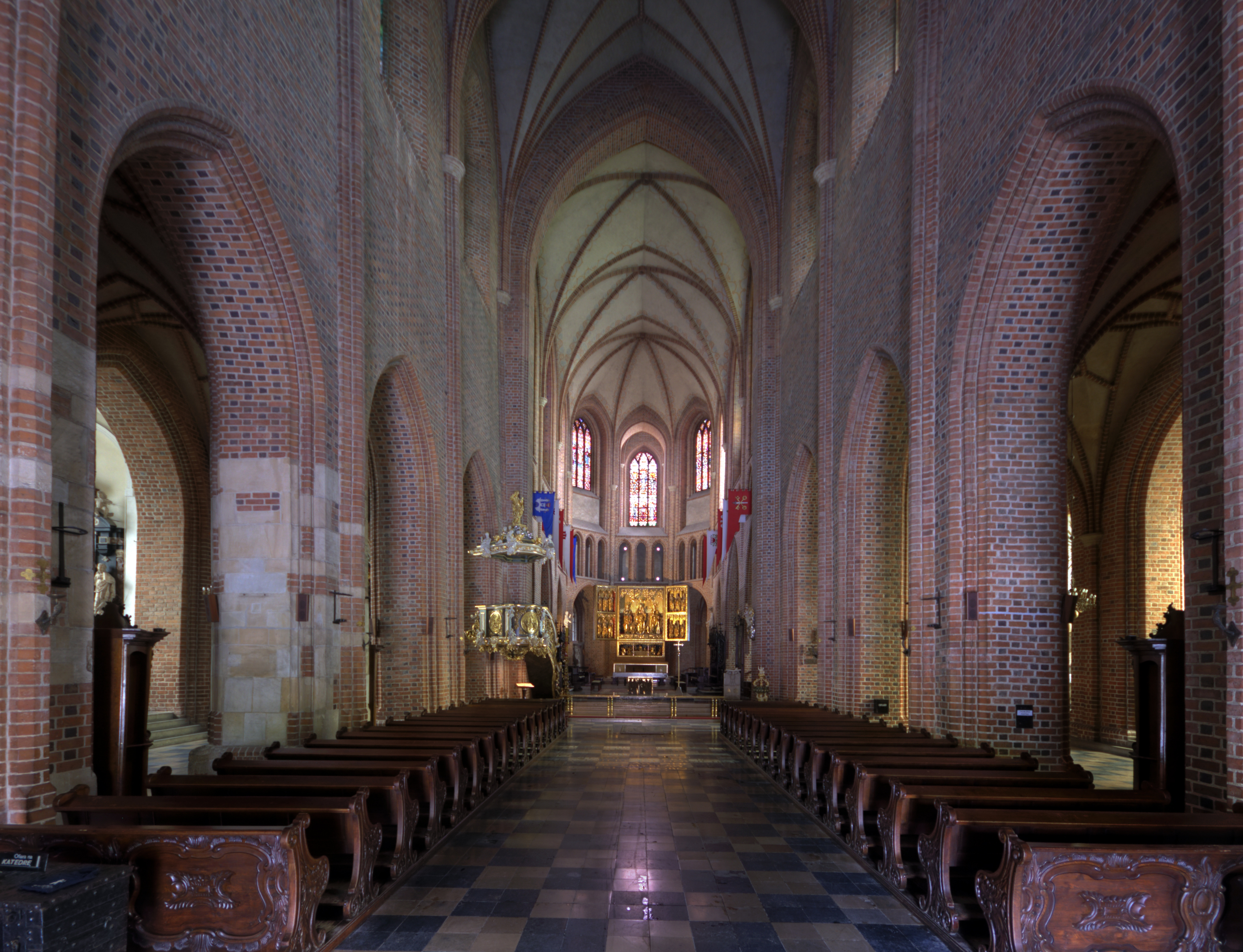
Poznaňská katedrála - interiér

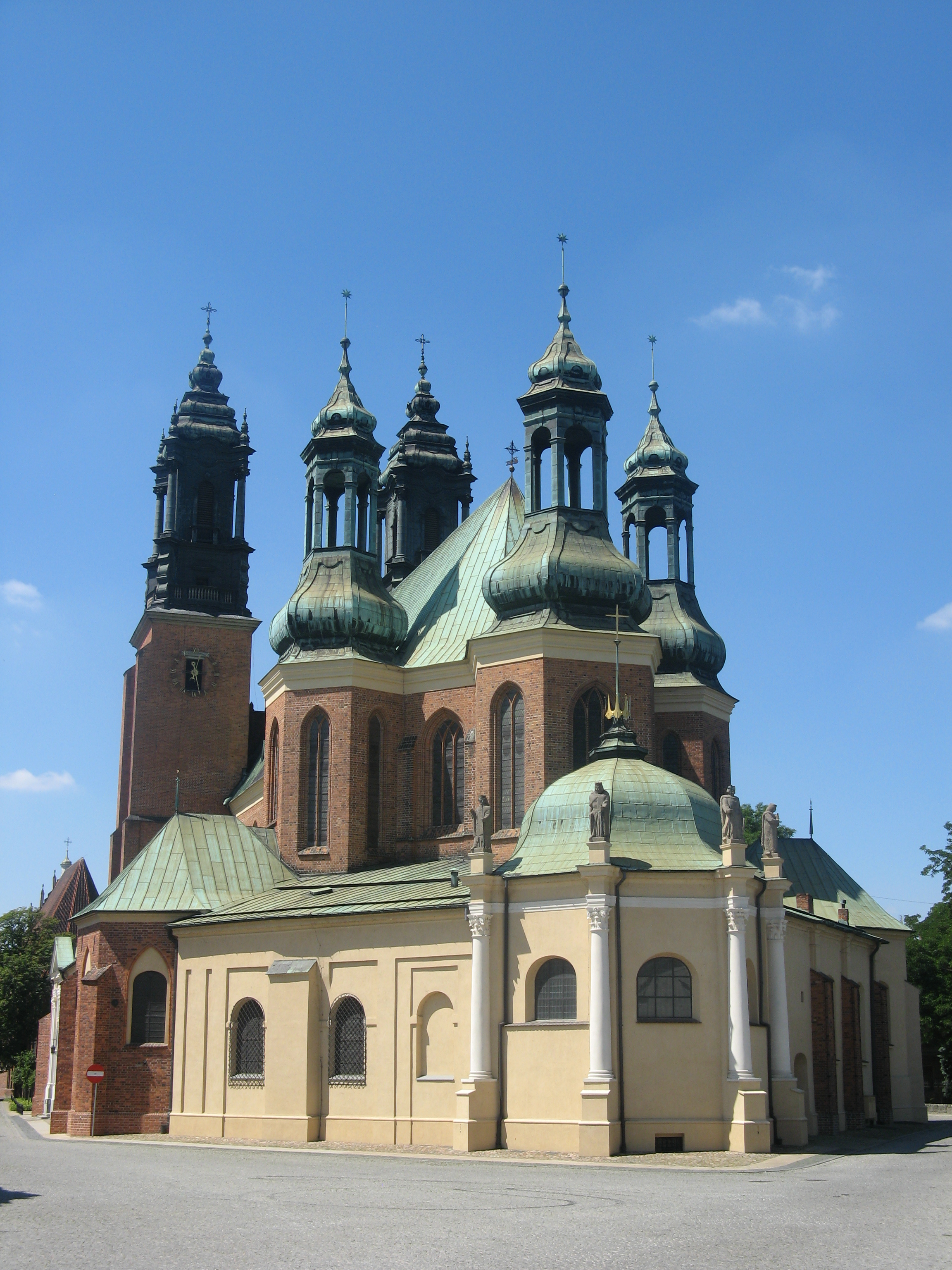
Poznaňská katedrála - pohled z východní strany

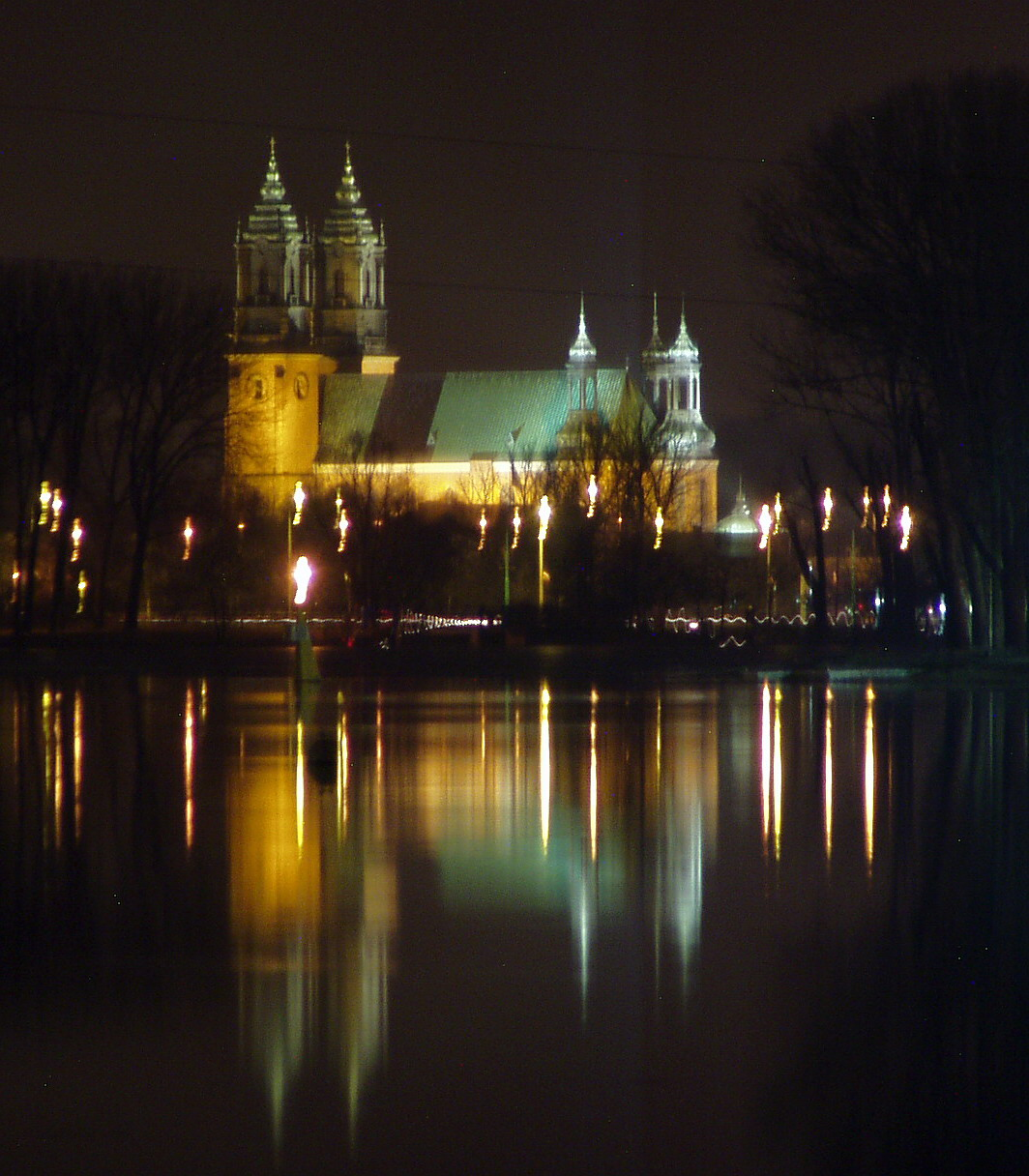
Poznaňská katedrála - pohled z jihu, 2006

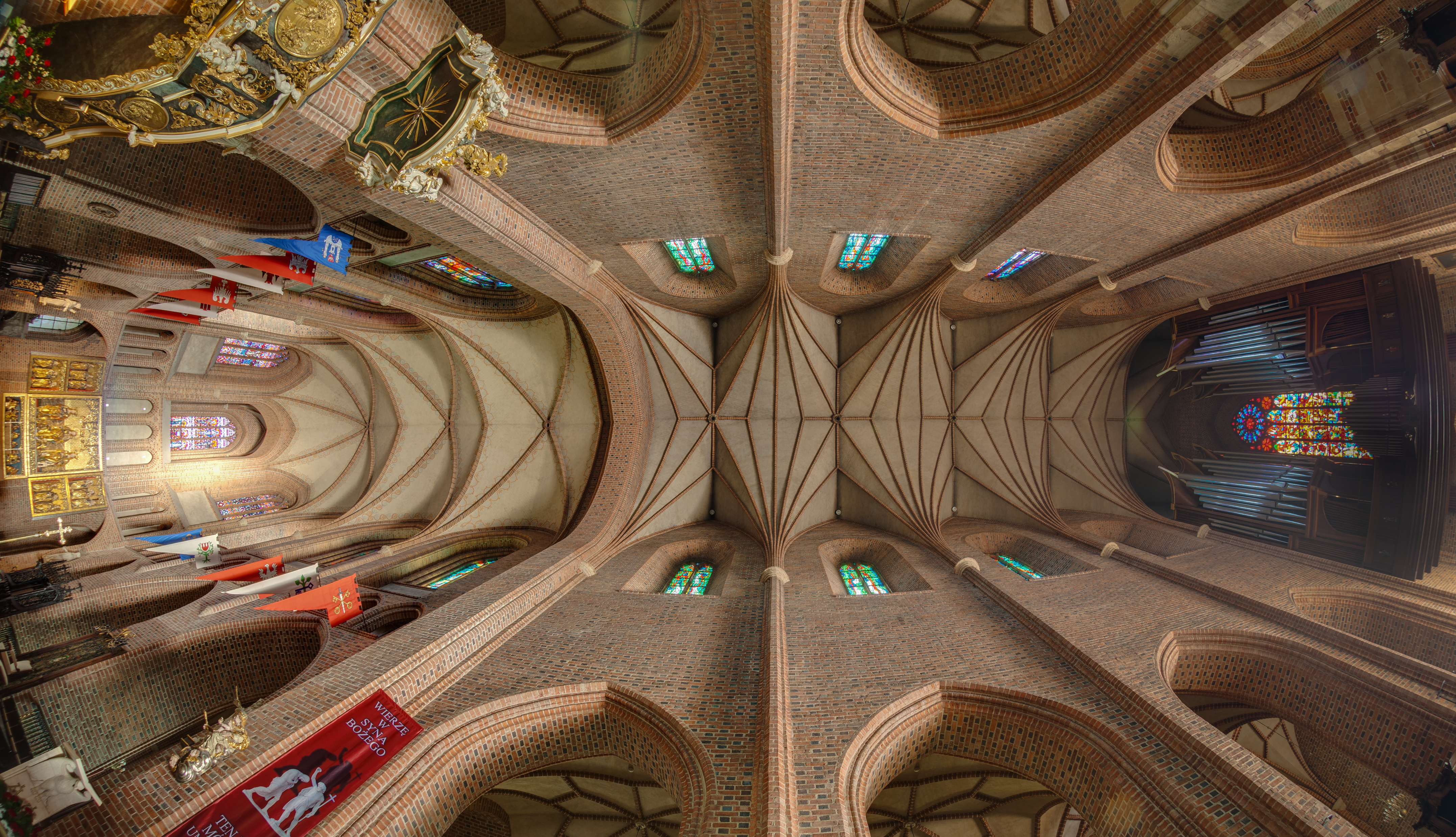
Klenba v hlavní lodi

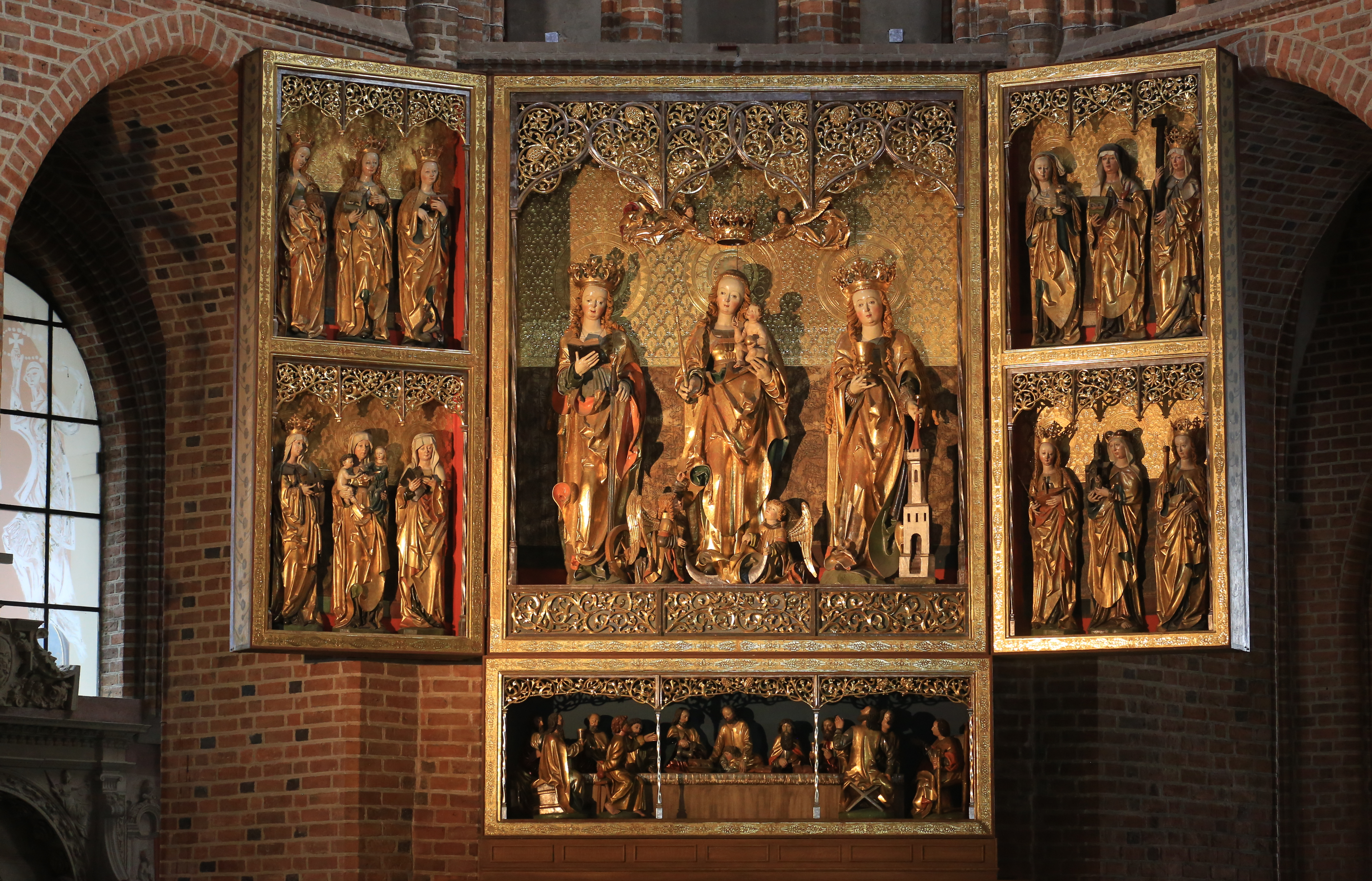
Gotický hlavní oltář

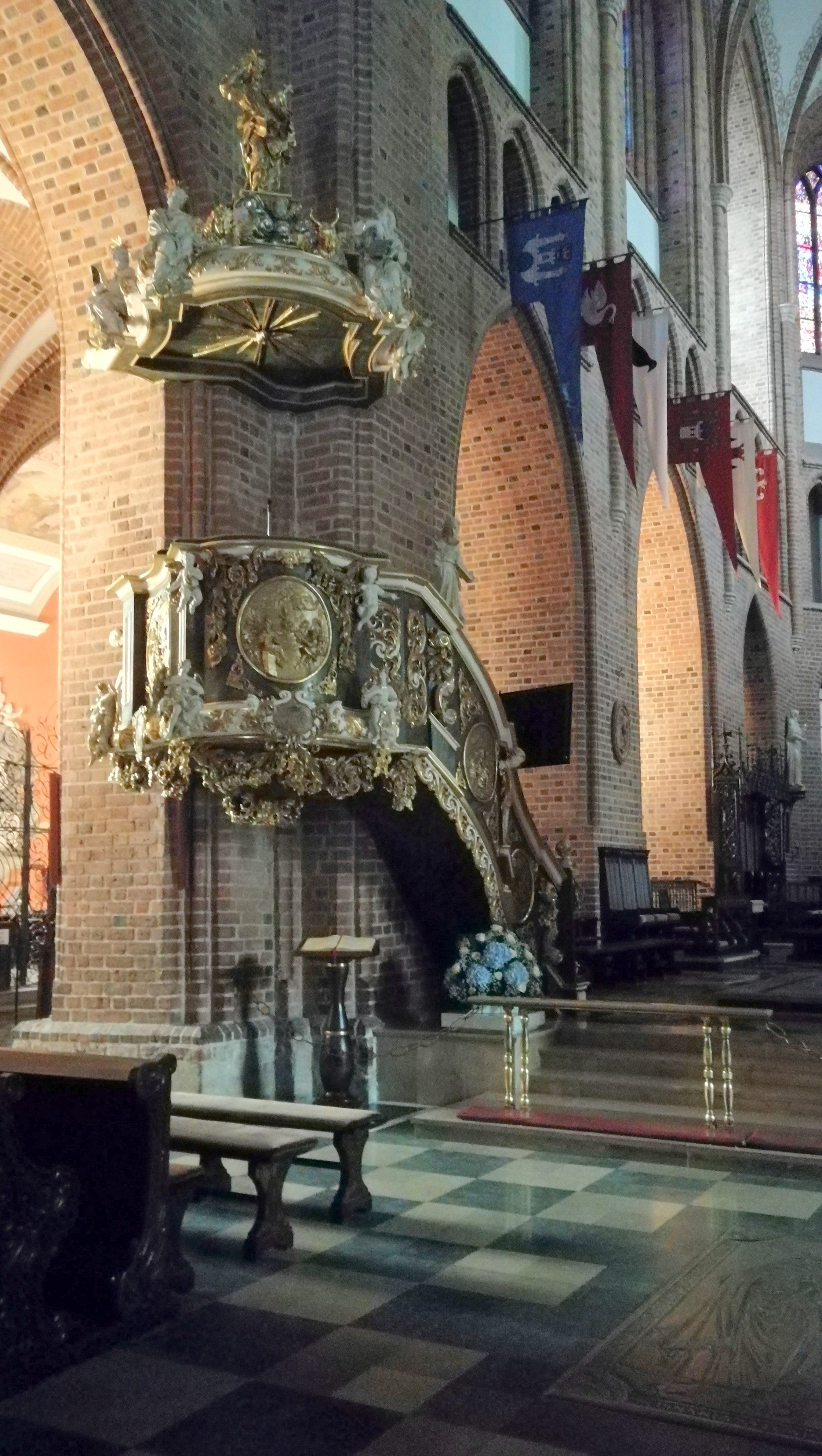
Kazatelna

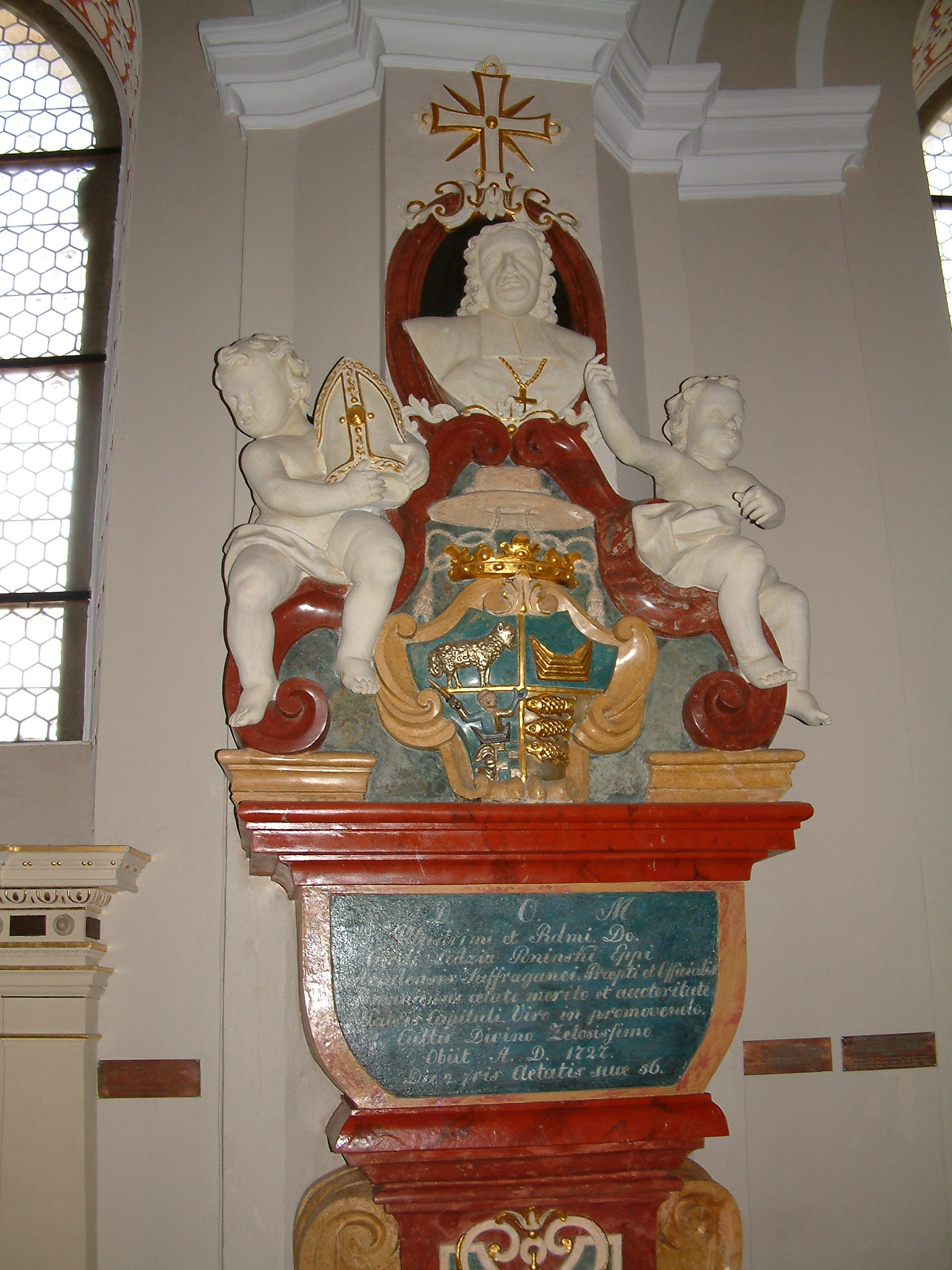
Epitaf Karla Ponińského erbu Łodzia

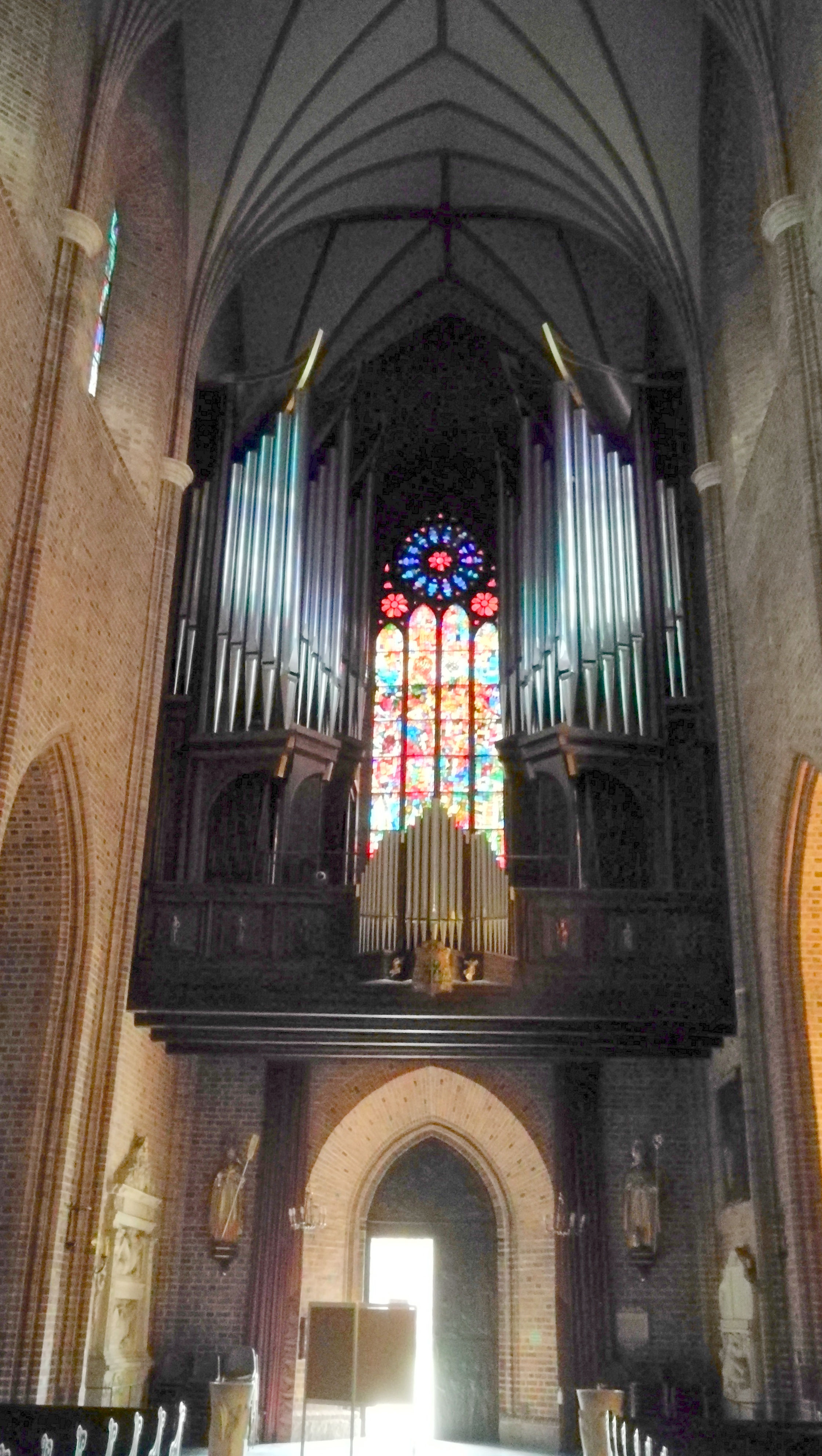
Varhany

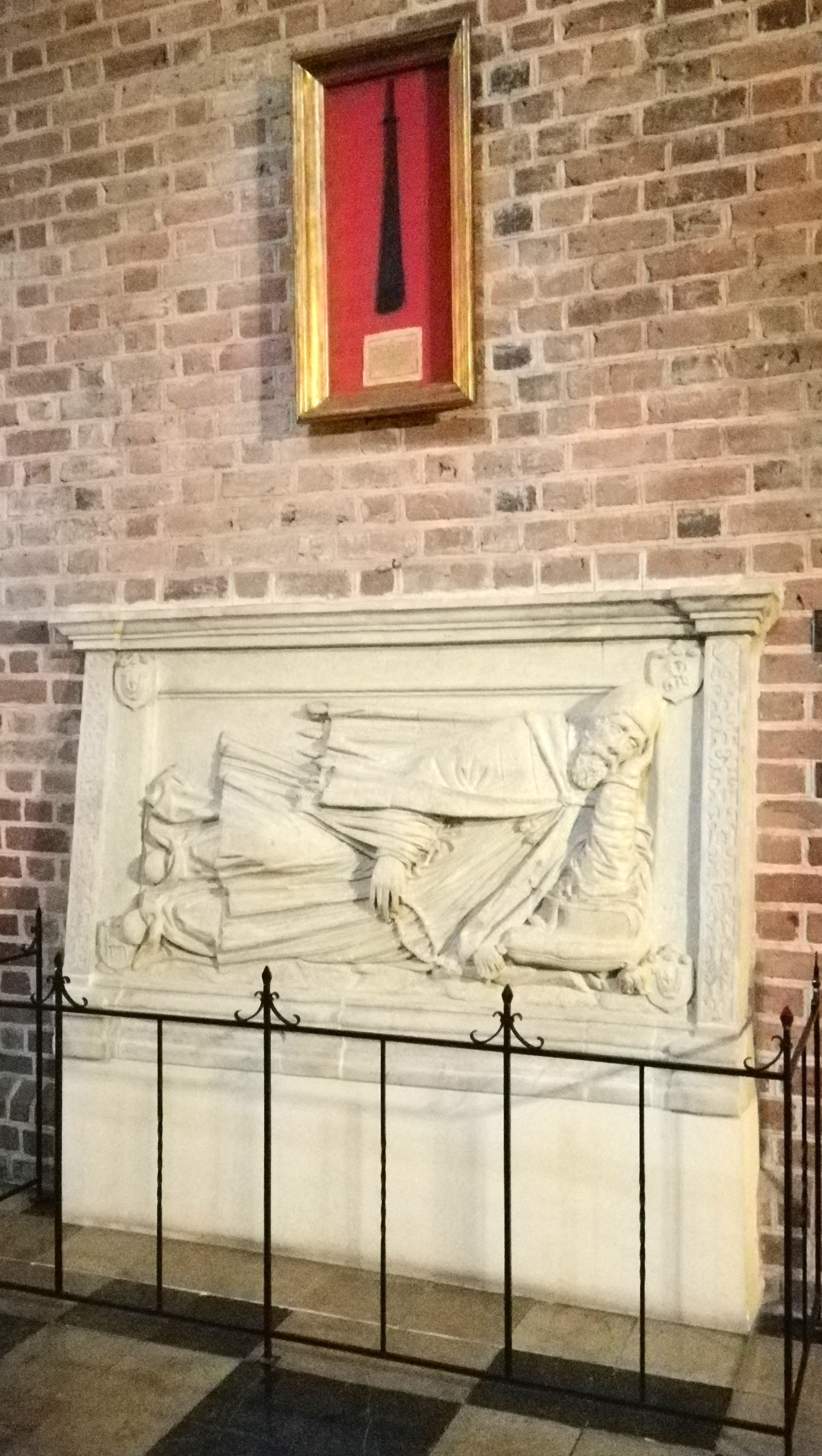
Náhrobek Michała Sławińského, nad ním kopie meče sv. Petra

Plánek Poznaňské katedrály:
1. Kaple svatého Martina
2. Kaple svatého Josefa
3. Kaple svaté Cecílie
4. Kaple Panny Marie a Františka Xaverského
5. Kaple svatého Kříže (Górków)
6. Zlatá Kaple
7. Kaple Panny Marie Čenstochovské
8. Kaple Srdce Ježíšova
9. Kaple Panny Marie Andělské (Szołdrskich)
10. Kaple svaté Trojice
11. Kaple svatého Jana Kanty
12. Jižní kruchta
13. Kaple svatého Stanislava Biskupa
14. Jižní věž
15. Severní věž
16. Ambit
17. Presbytář
18. Boční lodě
19. Prelátská sakristie
20. Vikářská (klerická) sakristie

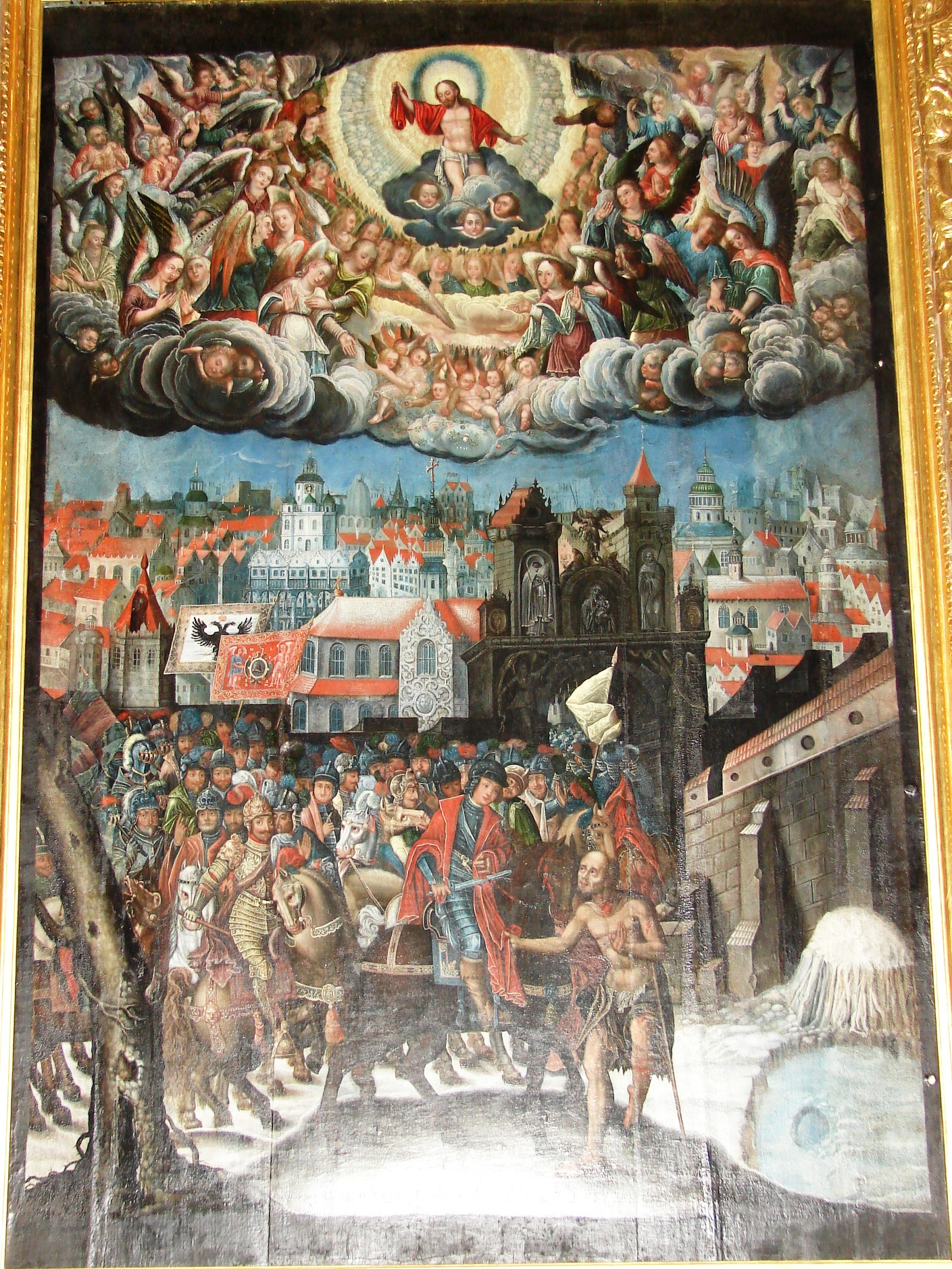
Kaple sv. Martina:Příjezd sv. Martina do Amiens

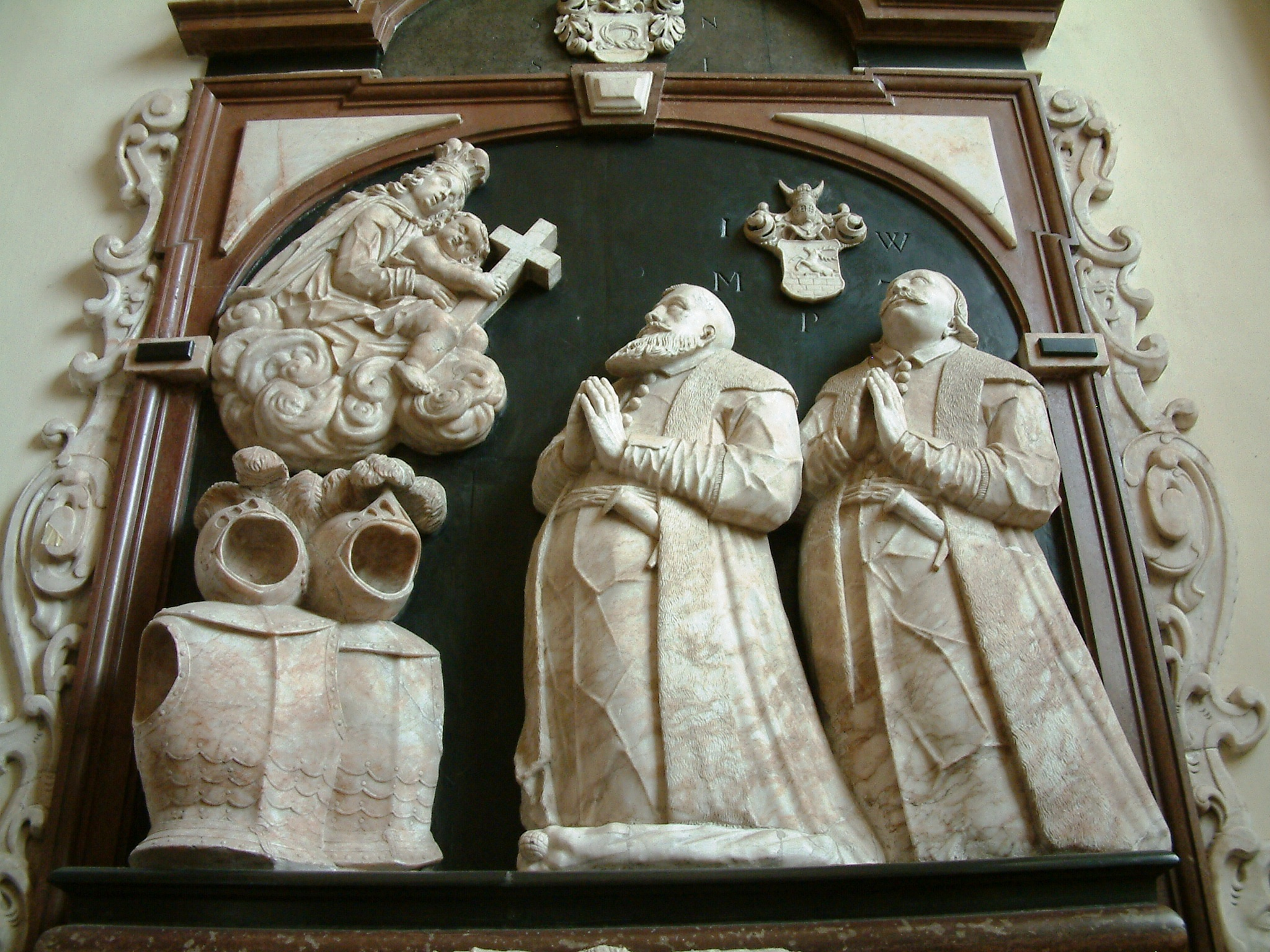
Kaple svaté Cecílie:Epitaf Zygmunta Raczyńského a Jana Wąglikowského

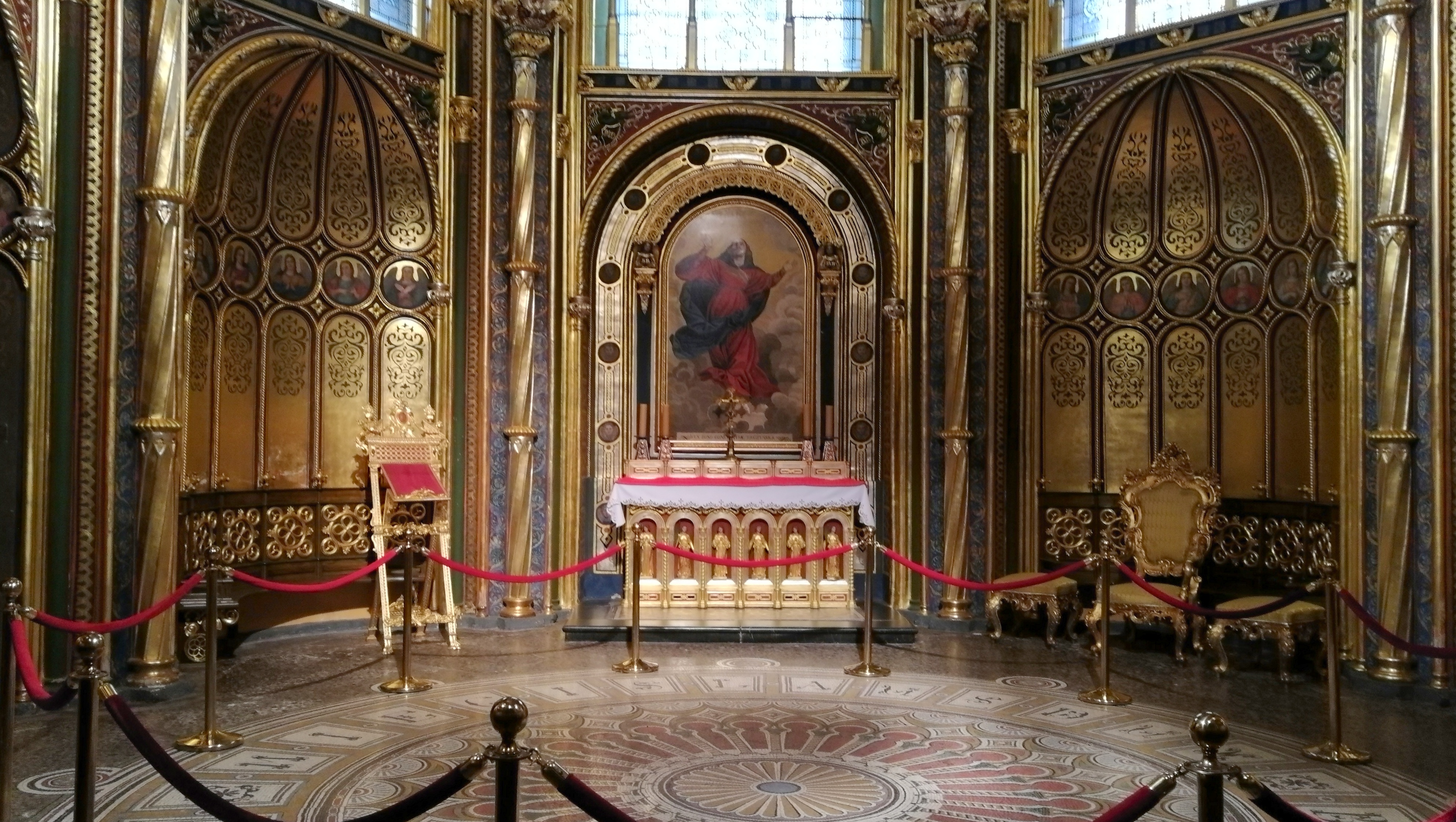
Zlatá kaple - čelní pohled

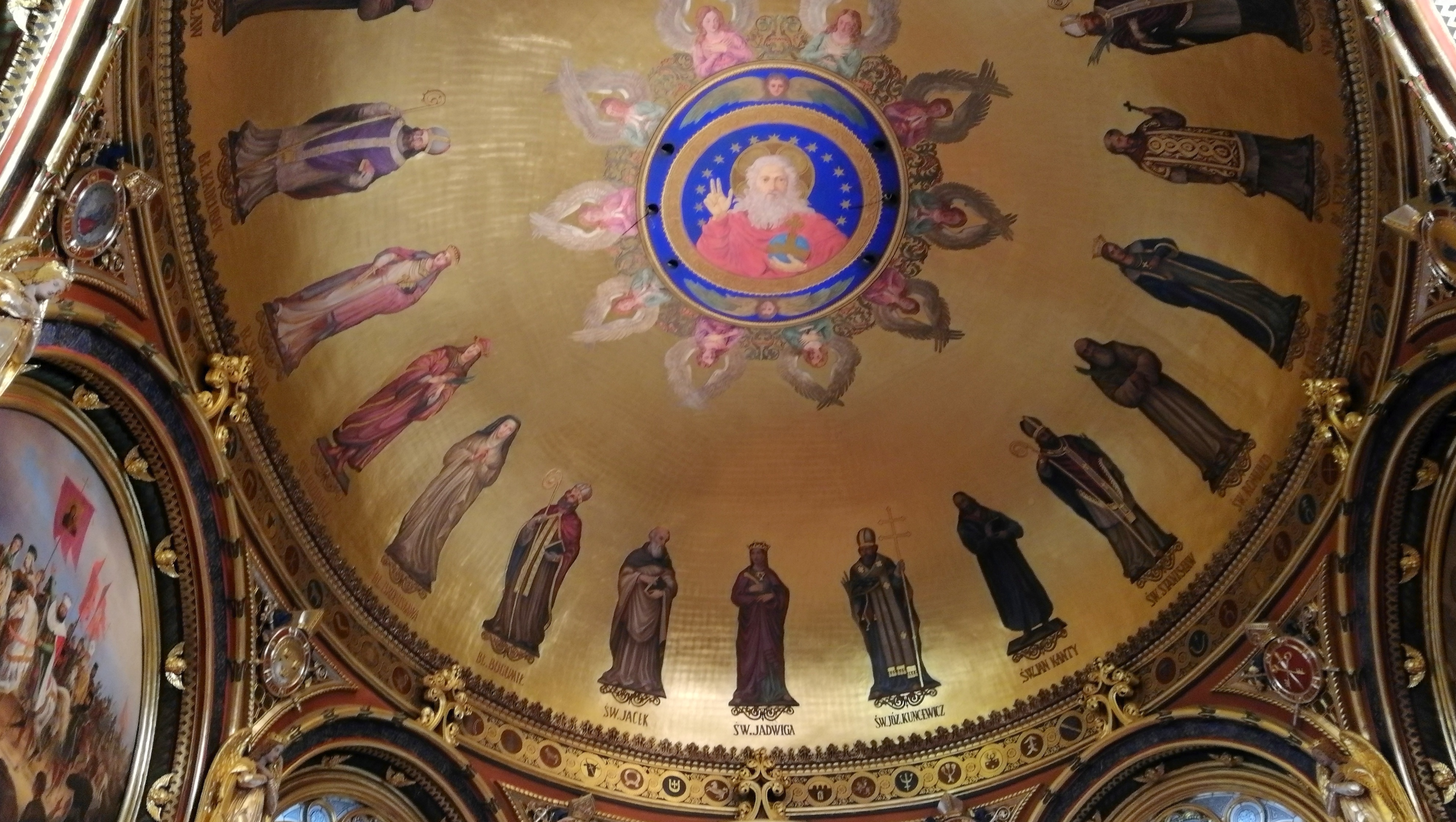
Zlatá kaple - strop

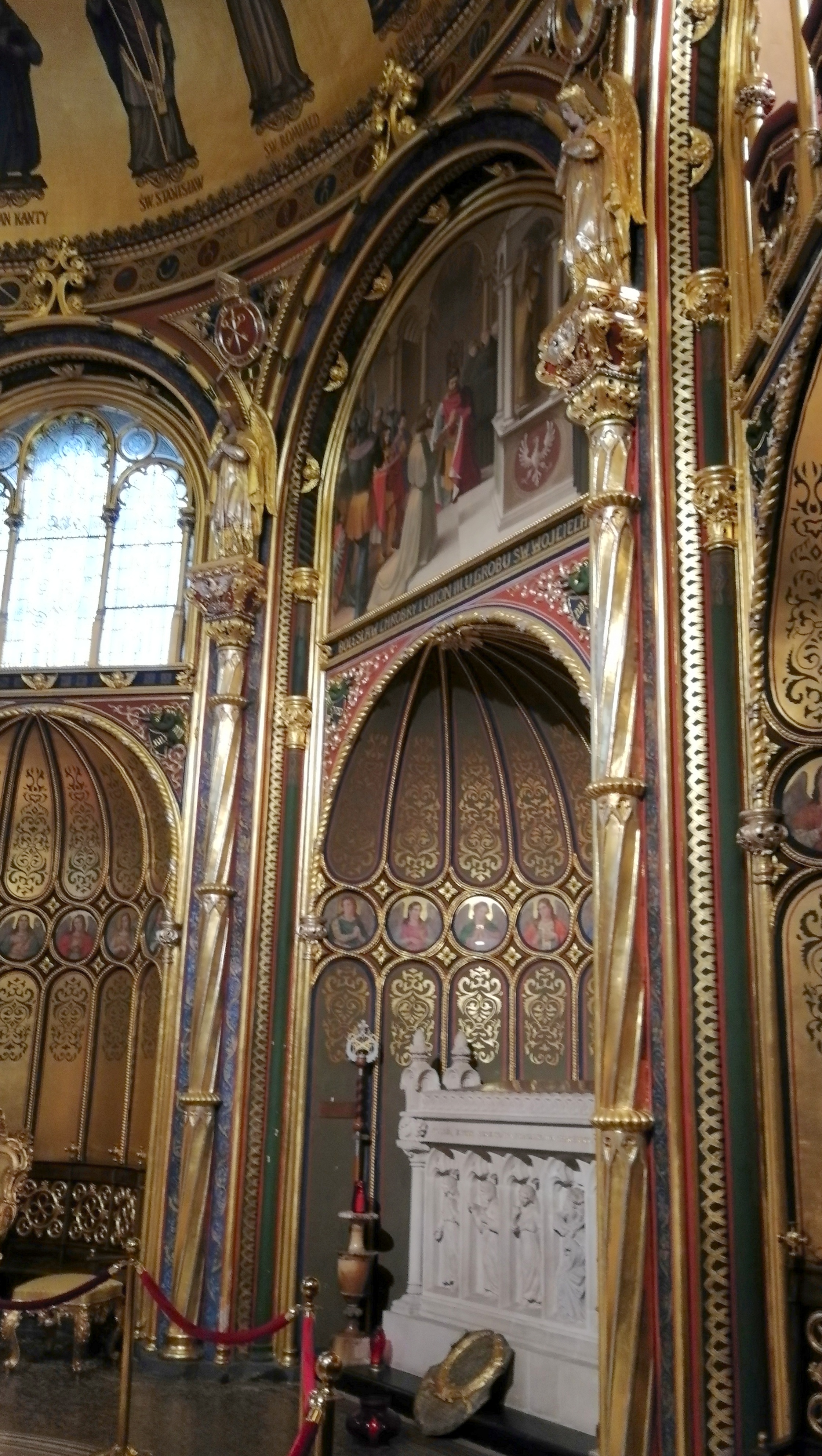
Zlatá kaple:Sarkofág Měška I. a Boleslava Chrabrého

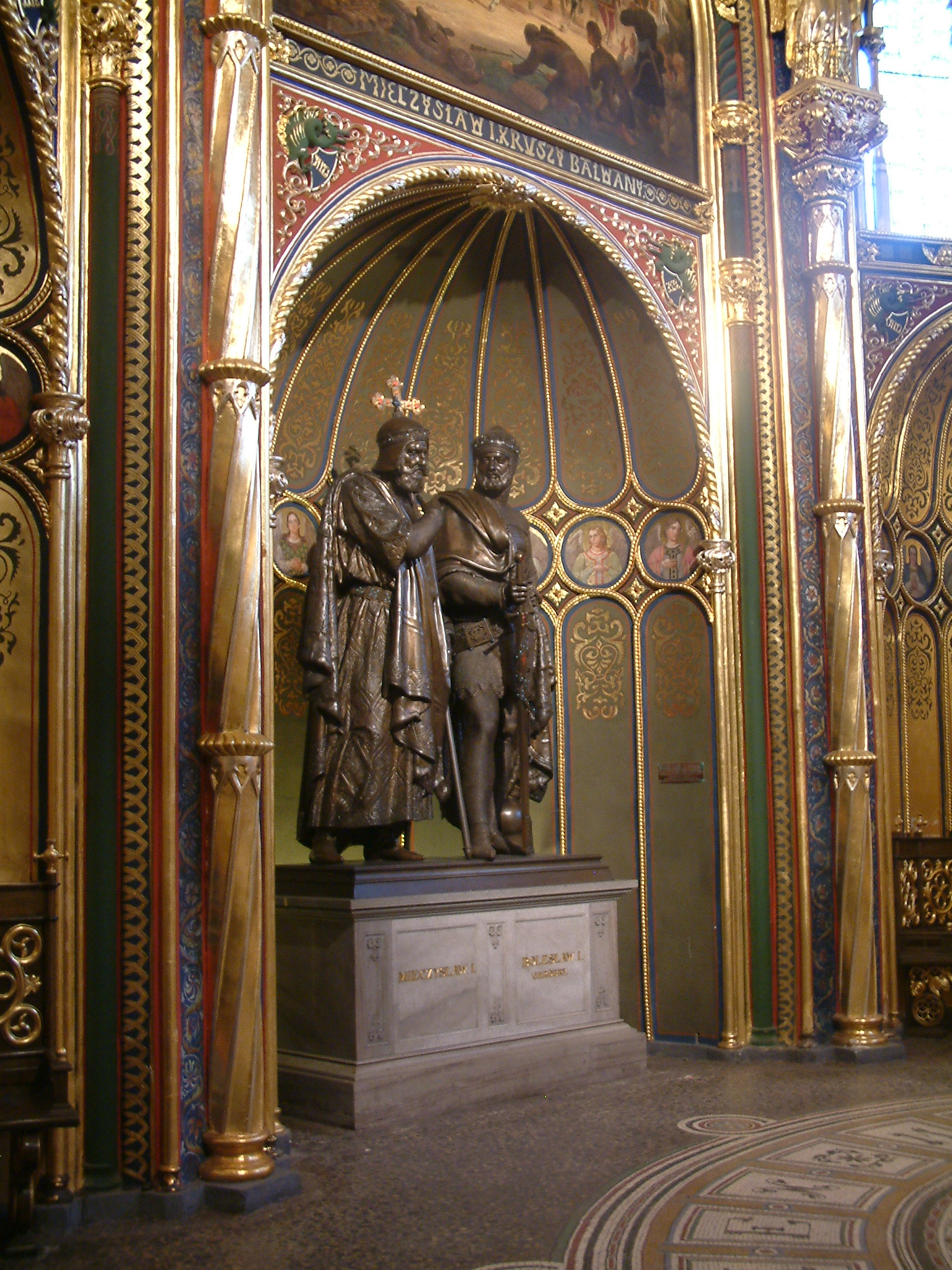
Zlatá kaple:Pomník Měška I. a Boleslava Chrabrého

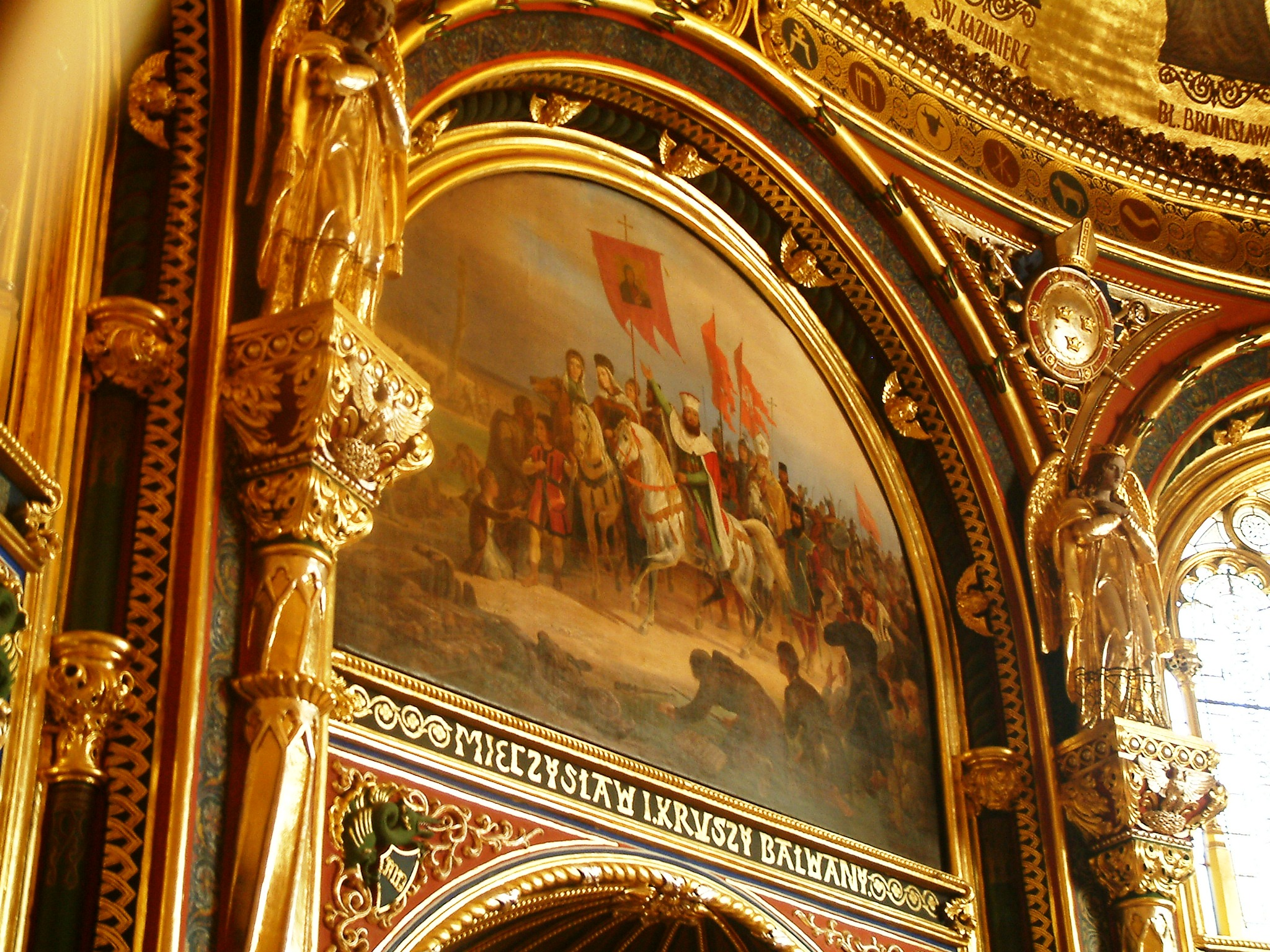
Zlatá kaple:Mieczysław I. ničí pohanské bůžky

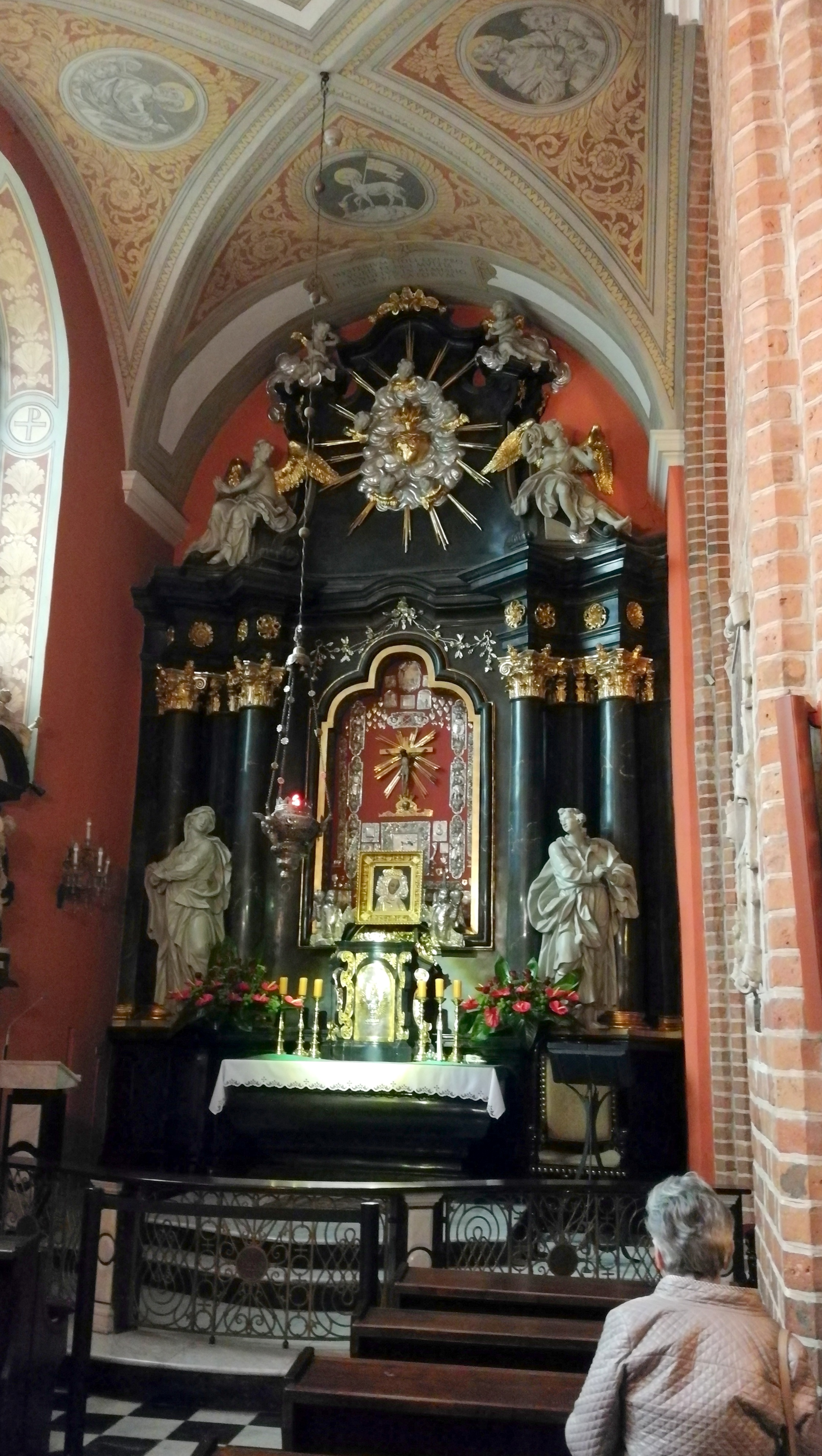
Kaple svatého kříže (s votivními dary)

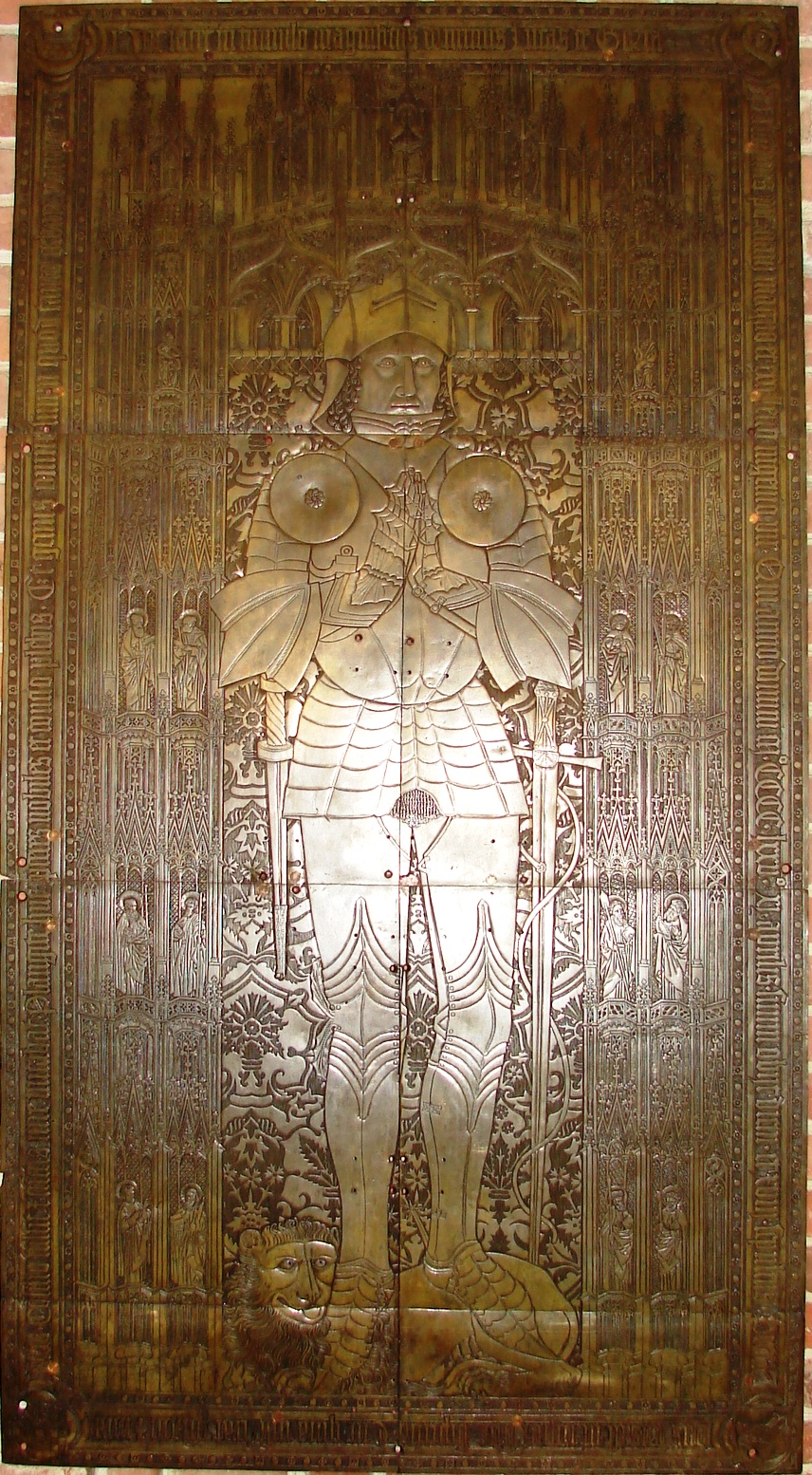
Kaple svatého kříže:Gotický náhrobek vojvody Lukáše I. Górka

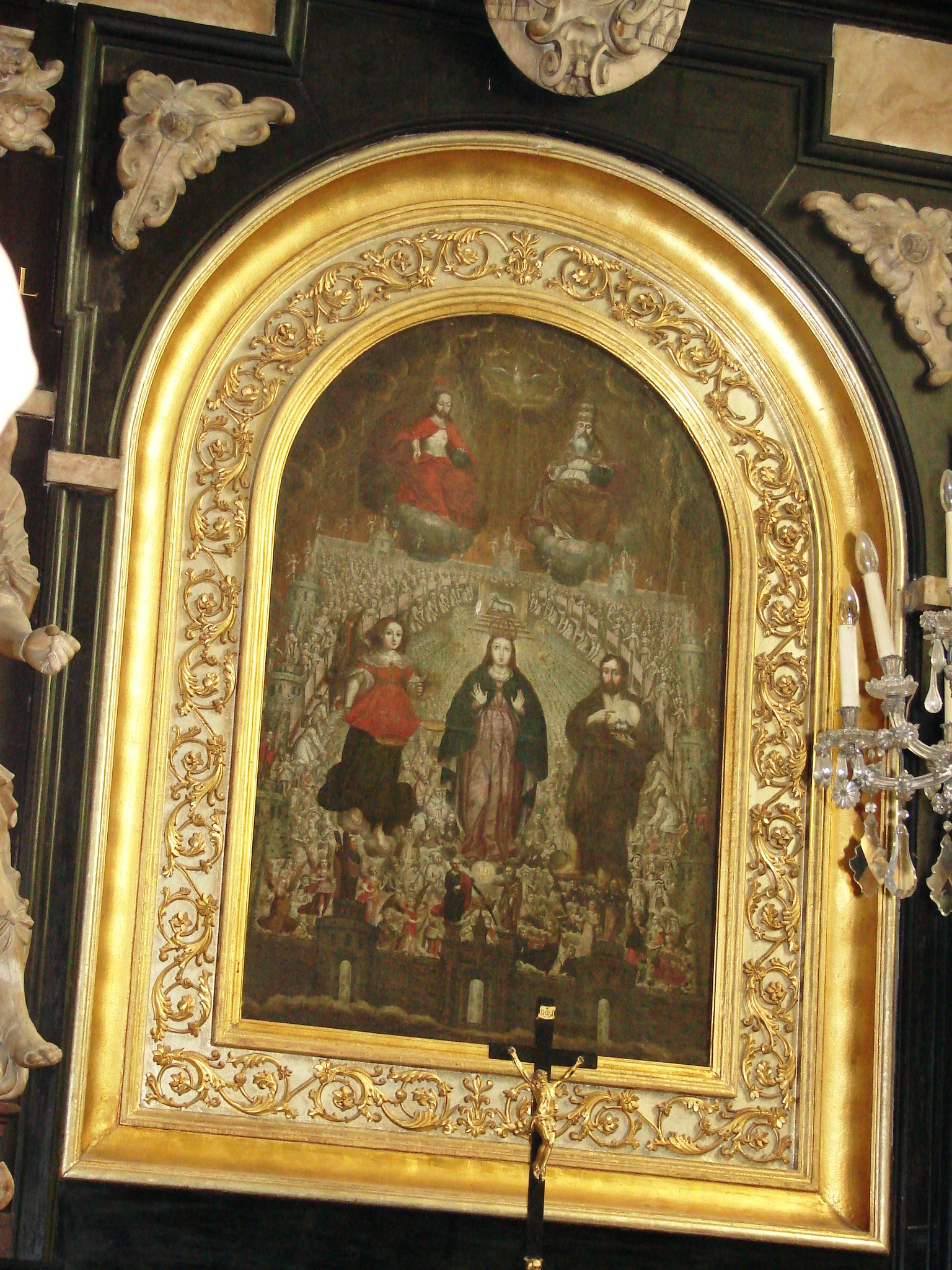
Kaple Panny Marie Andělské:Nebeský Jeruzalém

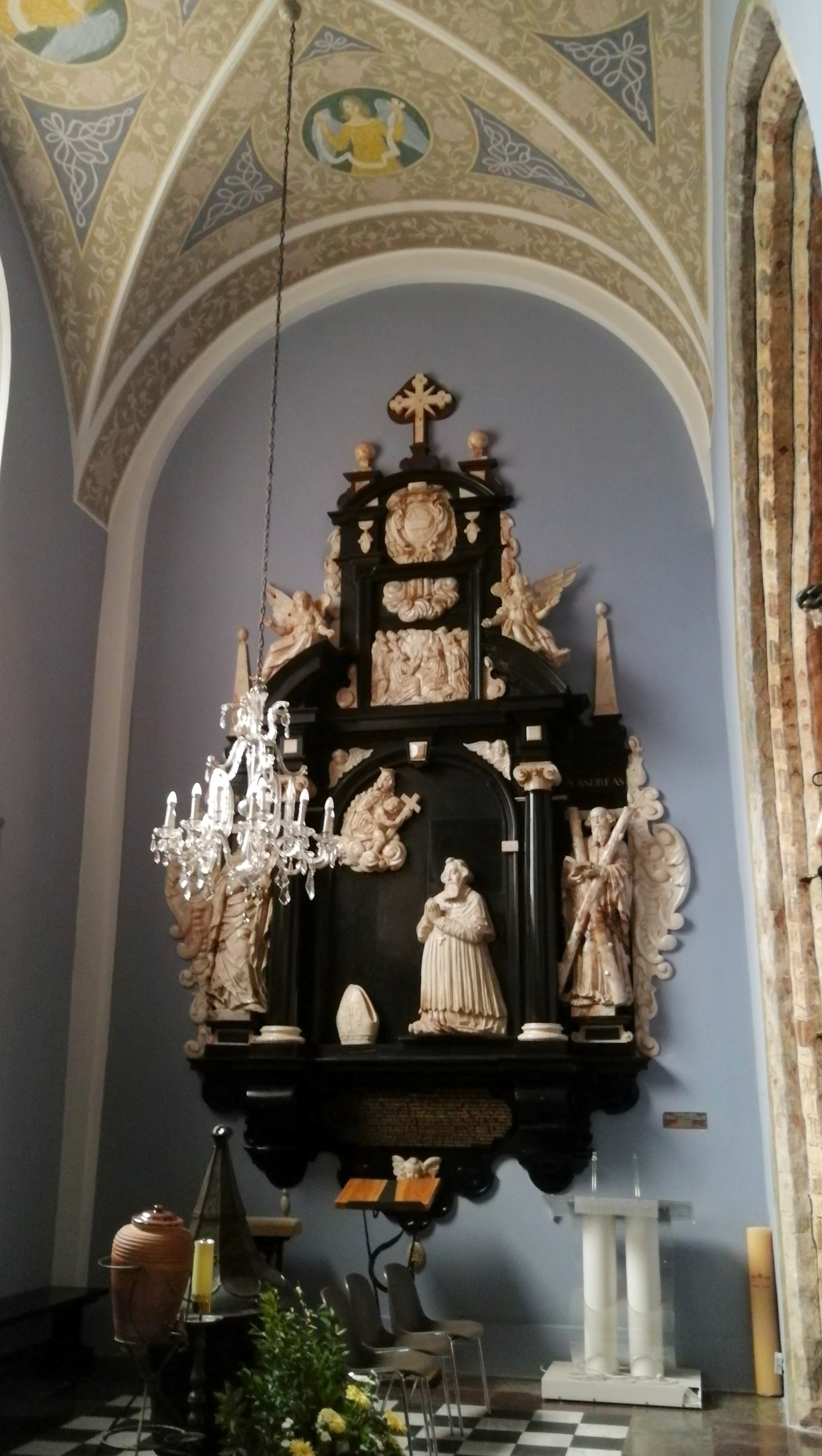
Kaple Panny Marie Andělské:Náhrobek biskupa Andrzeje Szoldrského

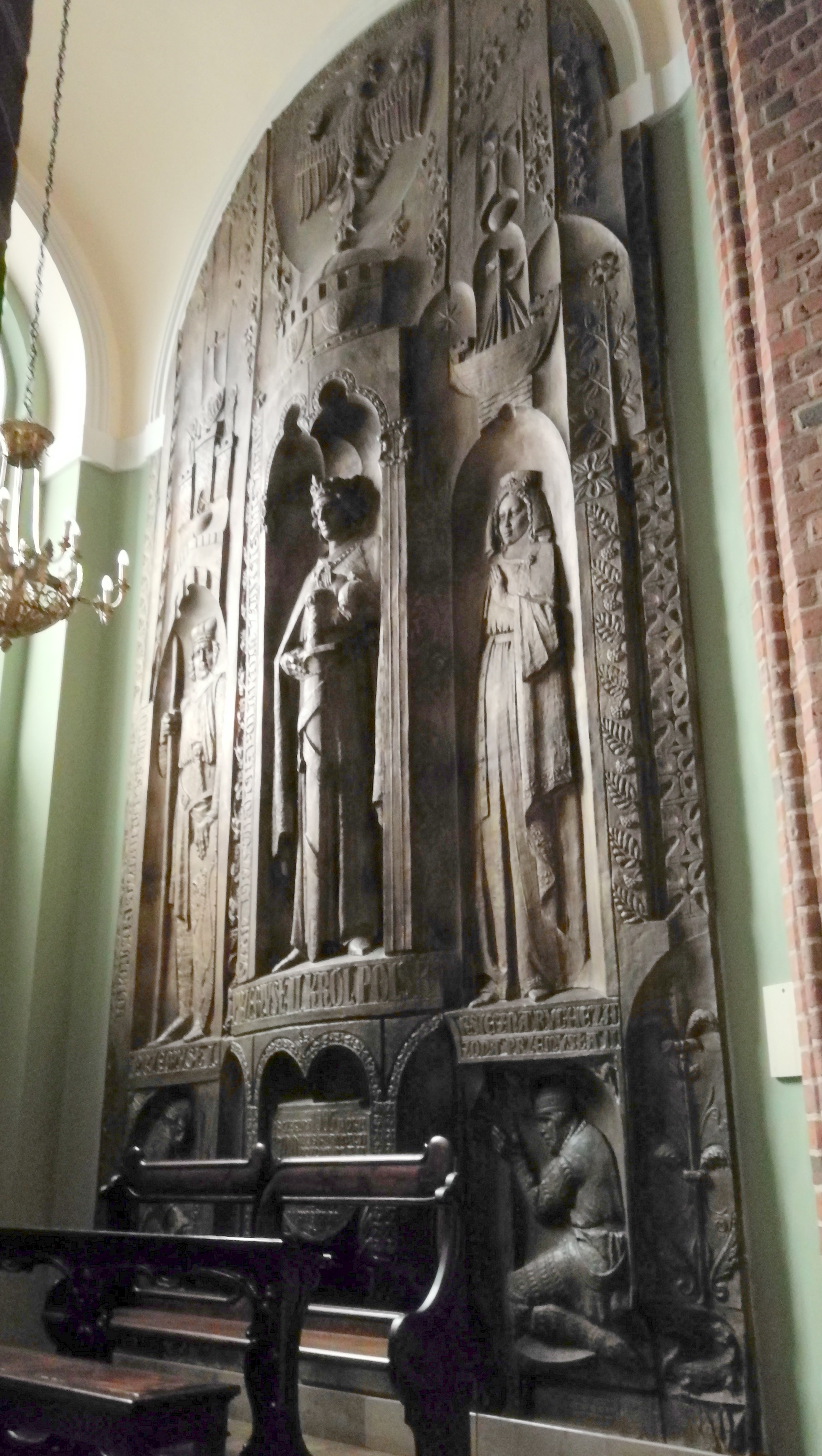
Kaple sv. Stanislava:Epitaf Přemysla II. (uprostřed), Přemysla I. a Rixi

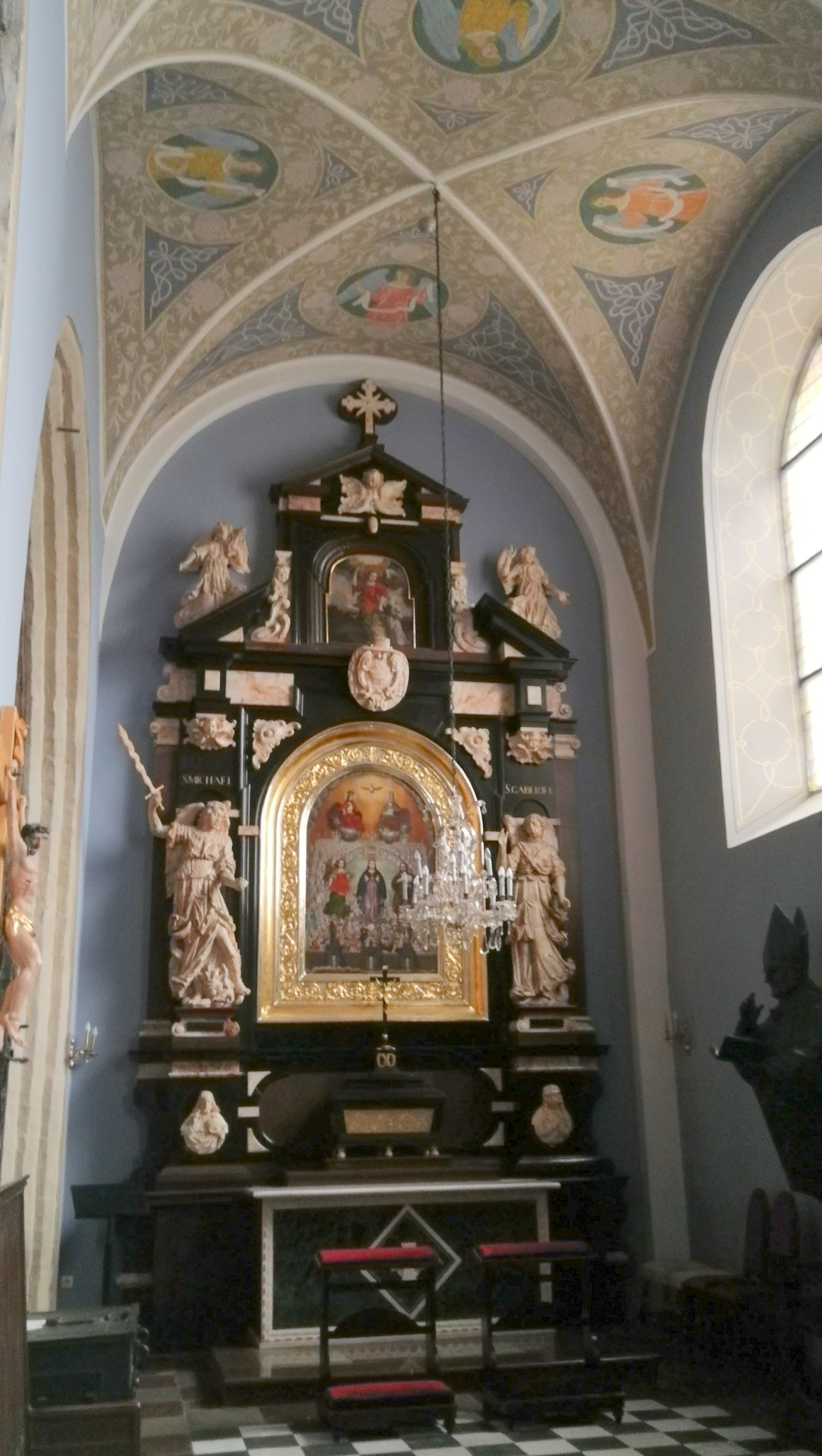
Kaple Panny Marie Andělské:Modrý Jeruzalém

- 968 - založení poznaňské diecéze (první biskupství v Polsku, sídlo prvního misionářského biskupa Jordana)
- 80. léta 10. století - stavba katedrály (patronem byl svatý Petr, první biskupství získalo význačné právo na stejného patrona jako sídlo papeže v Římě). První katedrálou byla trojlodní bazilika, dlouhá asi 40 m, s jedinou věží, ze západní strany se rozšiřující v dolní části. Byla vyzdobena předrománským stylem (karolínské umění, vzorem klášterní kostel v Memlebenu). Ve věži byla dvojpodlažní empora vysunuta hluboko do kostela, od kterého byla oddělena dvouarkádovou galerií nesenou jediným sloupem. Pravděpodobně to byla knížecí lóže.
- 1038 nebo 1039 - invaze Břetislava I., pád diecéze, byly ukradeny cenné církevní památky, které pak pražský biskup Severus, který se expedice zúčastnil, uložil v katedrále sv. Víta v Praze
- 1075 - obnova poznaňské diecéze za vlády Boleslava II. Smělého.
- 11. století - románská katedrála, trojlodní bazilika se dvěma věžemi na západní straně, vystavěná z kamenných bloků, financovaná knížetem Kazimírem I. Obnovitelem.
- 1244–1245 - z důvodu hrozícího zřícení provedena demolice presbytáře, místo ní začal biskup Bogufał II. stavět cihlový, raně gotický presbytář
- 1262 - dokončení přestavby presbytáře biskupem Bogufałem III.
- polovina 14. století - rekonstrukce katedrály v gotickém slohu
- 29. září 1341 - svatba Kazimíra III. Velikého s Adélou Hesenskou a její korunovace na královnu Polska
- 1360 - Kazimír III. Veliký zafinancoval sarkofág Boleslava I. Chrabrého
- 1399–1406 - přestavba lodě a presbytáře, kolem presbytáře je vytvořen ambit a galérie s triforiem
- 14. a 15. století - gotická katedrála s věncem kaplí a třemi kupolemi nad ambitem
- 1509–1513 - rekonstrukce věží v gotickém stylu, přidáno jejich stanové zakončení
- 1622 - helmice věží a střecha jsou zničeny ohněm
- 1636–1650 - barokní přestavba, původně pod dohledem Krzysztofa Bonadury Staršího, poté bratří Antonio a Pompeo Ferrarichů
- 1725 - hurikán strhává střechu a ničí věže
- 1772 - velký požár ničí střechy, klenby a vybavení interiéru
- 1787 - rekonstrukce západní fasády v klasicistním stylu dle návrhu Efraima Schrögera
- 1790 - zhroucení jižní věže, zničení sousedních kaplí a portálu
- 1790–1795 - rekonstrukce západní fasády dle projektu Efraima Schrögera, opraveno Bonawenturou Solari
- 1807 (5. listopadu) - svatba Jana Henryka Dąbrowského s Barbarou Chłapowskou
- 1821 - založení arcikatedrály a přidání druhého patrona - svatého apoštola Pavla (od papeže Pia VII.)
- 3. května 1927 - první veřejné vysílání mše v historii polského rozhlasu (se souhlasem kardinála Augusta Hlonda)
- 1939–1945 - Němci vykrádají pokladnici, odvážejí pět bronzových náhrobků, strhávají měděnou střechu a z katedrály dělají skladiště
- 15. února 1945 - během bojů o Poznaň je katedrála pod dělostřeleckou palbou. Přežily pouze kaple, vypálený interiér odhaluje zbytky z gotického období.
- 1946–1956 - rekonstrukce do gotické podoby z přelomu 14. a 15. století podle projektu Franciszka Morawského. Současně prováděný archeologický výzkum odhalil zbytky předrománské a románské katedrály.
- 29. června 1956 - katedrála je předána do užívání věřícím
- 1956–1960 - obnova kaplí
- 1962 - katedrála obdržela titul basilica minor od papeže Jana XXIII.
- 1983 - návštěva katedrály papežem Janem Pavlem II.

## Katedrála - místo odpočinku panovníků z dynastiePiastovcůahierarchů
Katedrála je pohřebištěm prvních vládců Polska, až po Kazimíra I. Obnovitele, a také členů rodu Piastovců z Velkopolska:
- 992 - kníže Měšek I. (pravděpodobně)
- 1025 - král Boleslav I. Chrabrý
- 1034 - kníže Měšek II. Lambert
- 1058 - kníže Kazimír I. Obnovitel
- 1194 - Odon Mieszkowic
- 1239 - Władysław Odonic
- 1257 - Přemysl I. Velkopolský
- 1279 - kníže Boleslav V. Stydlivý
- 1296 - král Přemysl II. Velkopolský

V chrámu jsou pochováni biskupové a arcibiskupové z Poznaně, mezi nimi: biskup Jan Łodzia, biskup Jan z Lutogniew, biskup Mikołaj z Kórnik, biskup Piotr Wysz, biskup Andrzej Łaskarz, biskup Uriel Górka, biskup Jan Lubrański, arcibiskup Walenty Dymek, arcibiskup Antoni Baraniak a arcibiskup Jerzy Stroba, jakož i primasové Polska, arcibiskupové z Hnězdna a Poznaně z let personální unie těchto dvou hlavních měst, mezi jinými: Tymoteusz Gorzeński, Marcin Dunin, Leon Michał Przyłuski, kardinál Mieczysław Halka-Ledóchowski a Florian Stablewski. Katedrála se také stala pohřebištěm kardinálů: Bolesława Filipiaka - děkanaTribunálu Římské roty a Zenona Grocholewského - prefekt Kongregace pro katolické vzdělávání.

## Popis

### Exteriér
Dnešní podoba katedrály pochází z období rekonstrukce v letech 1948–1956 vedeného Franciszkem Morawieckým. Na základě nálezů, objevených po požáru v roce 1945, byla obnovena gotická podoba stavby z přelomu 14. a 15. století. Helmice věží jsou naproti tomu klasicistní, dle původních z let 1725–1729. Osa chrámu má orientaci východo-západní, s kněžištěm na východní straně. Jedná se o trojlodní baziliku, na půdorysu kříže, obklopenou věncem dvanácti kaplí (z nichž dvě tvoří ramena transeptu, dvě tvoří sakristie a nad jižní je chór. Neobvyklým prvkem polské architektury jsou opěrné oblouky napnuté mezi stěnami lodi a věžemi.
Hlavní vchod je na západní straně, jedná se o lomený portál z 15. století s bronzovými dveřmi z roku 1979 od Kazimierze Bieńkowského. Z vnější strany zobrazují scény ze života svatého Petra, a zevnitř svatého Pavla. Z vnějšku je viditelný latinský nápis: PRIMA SEDES EPISCOPORUM POLONIAE (první sídlo polských biskupů).
Nad portálem se nachází vysoké, gotické okno s bohatou síťovou kružbou, a ještě výše je stupňovitý štít s bílými slepými okny.
Na vnější straně katedrály, na úrovni Zlaté kaple, jsou v ose katedrály kamenné plastiky zobrazující Jordana, Měška I., Doubravky a Boleslava Chrabrého od sochaře Czesława Woźniaka z let 1974–1976.

### Interiér
Katedrála je dlouhá 72 metrů a je široká 36 metrů (včetně kaplí).
V presbytáři se nachází polyptych z přelomu 15. a 16. století (dokončený v roce 1512), vyrobený ve vratislavské dílně, zakoupený církevními úřady a přenesený z Góry Śląské v roce 1952. Ve středním panelu jsou postavy Nejsvětější Panny Marie, svaté Barbory a svaté Kateřiny. Ve vnitřních stranách křídel je dvanáct svatých žen, seskupených vždy po třech:
- v levém horním kvadrantu: svaté Dorota, Anežka a Markéta
- v levém dolním kvadrantu: svaté Kunhuta, Anna Samotřetí a Klára
- v pravém horním kvadrantu: svaté Máří Magdaléna, Otýlie a Helena
- v pravém dolním kvadrantu: svaté Uršula, Hedvika a Apoléna

Poté, co jsou křídla složena, je zobrazeno osm obrazů pašijových scén, vystavovaných během postní doby:
- v levé horní části: Modlitba Ježíše v Getsemanské zahradě
- v levé horní prostřední části: Polibek Jidáše
- v levé dolní části: Korunování trnovou korunou
- v levé dolní prostřední části: Ecce Homo
- v pravé horní části: Bičování
- v pravé horní prostřední části: Kristus před Pilátem
- v pravé dolní části: Ukřižování
- v pravé dolní prostřední části: Pád Ježíše Krista pod křížem

Po uzavření oltáře, je na vnější straně křídel dvanáct obrazů, namalovaných umělcem, podepisujícím se Joh. Veh. Zobrazují čtyři světce: Jana Evangelistu na ostrově Patmos, Jana Křtitele na poušti, Jeronýma a Kryštofa.
Na predelle je scéna Poslední večeře.
Lavice v presbytáři pocházejí ze 15.–16. století a pocházejí ze Zhořelce. Za biskupským trůnem je vlámská tapiserie ze 17. století.
Na stěnách presbytáře jsou pozdně gotické sochy: svatý Petr, svatý Pavel, dva neidentifikovaní evangelisté a Matka Boží s dítětem v oblacích.
Kazatelna z 18. století a křtitelnice (z roku 1720) byly přivezeny z bývalého evangelického kostela ve městě Milicz. Na kazatelně je pět reliéfů zobrazujících scény ze života Krista a na vrchlíku jsou čtyři evangelisté a Kristus Spasitel. Křestní mísa je podepřena andělem a víko je zdobeno vyobrazením Boha Otce a volutou.
Prvních pět vitrážových oken v presbytáři, počítaje od jihu, vytvořilo studio Stanisława Powalisze a Marie Powalisz-Bardońské, dle návrhu Wacława Taranczewského, v letech 1967–1968, zatímco zbývající dvě okna navrhla Maria Powalisz-Bardońska v letech 1974–1977.
Na pravém sloupu presbytáře vedle lodi se nachází pamětní deska připomínající návštěvu katedrály Janem Pavlem II. a jeho setkání s duchovními z Poznaně.
Na západní konci se nachází empora, na které jsou mohutné varhany z roku 2001, ověnčené erbem arcibiskupa Juliusze Paetze. Pod emporou se nachází náhrobky Jana Przecławského (zemřel 1540), Janusze Przecławského (zemřel 1595) a Anny ze Sadů Przecławských (zemřela 1598), přenesené z kostela z dnes již neexistující vsi Chojnice (nyní zřícenina na cvičišti v Biedrusku) a epitaf Piotra Przecławského (zemřel 1555). Nad nimi je vitrážové okno navržené Wacławem Taranczewským, vyrobené Zygmuntem Kośmickim v roce 1966, zobrazující předání klíčů svatému Petrovi. Na severní boční lodi, na jejím západním konci, je náhrobek děkana poznańské kapituly Adama Dąbrowského (zemřel 1494), zapuštěný do zdi, dále na východ je náhrobek učitele Wawrzynieca Kierského (zemřel 1595). Další náhrobní kámen, který se nachází ještě více na východ, patří kanovníku a generálnímu vikáři Michału Sławińskému (zemřel 1605). Nad ním je kopie meče svatého Petra, jehož originál je uložen v Arcidiecézním muzeu. Severně od meče, nad vchodem do sakristie, se nachází sbírka portrétů zemřelých z 18. století. V ambitu, vedle sakristie, je náhrobek Benedykta Izdbieńského, vytvořený kolem roku 1560 polským renesančním sochařem Janem Michałowiczem z Urzędowa.
Na levé straně Zlaté kaple je bronzová deska z roku 2002 od Romana Kosmaly, zobrazující Boleslava Chrabrého a obraz jeho náhrobku, věnovaný Kazimírem Velikým, který se dříve nacházel v katedrále. Na pravé straně Zlaté kaple je epitaf kanovníka Franciszka Wolińského (zemřel 1752). Naproti je náhrobek biskupa Adama Nowodworského (zemřel 1634), vyrobený v gdaňské dílně Wilhelma Richtera. Kolem něj je figurální scéna znázorňující vzkříšeného Krista, svatého Petra a svatého Pavla. Dále, jižním směrem, v ambitu, u kaple Panny Marie Čenstochovské, je ve zdi fragment renesančního epitafu neznámého kanovníka.
V jižní lodi, hned vedle kaple Srdce Ježíšova, se nachází náhrobek děkana kapituly Theodorika Pradela (zemřel 1383), dále západně, u kaple Panny Marie Andělské je raně barokní epitaf učitele Wojtěcha Trach-Bnińského (zemřel 1561). Dále, nad vchodem na jižní kruchtu je epitaf biskupa Julia Dindery (zemřel 1893), zhotovený v roce 1893 Vladislavem Marcinkowským.
Válku přečkalo pět pozdně gotických bronzových náhrobků, velké umělecké hodnoty (jedná se o nejpočetnější sbírku v Polsku), které byly vytvořeny v různých obdobích 15. a 16. století. Tři pocházejí z tehdy slavné norimberské továrny Hermana a Petra Vischerů a zbývající z jiných dílen. Za 2. světové války byly ukradeny Němci a teprve v roce 1990 byly nalezeny v Ermitaži a vráceny do katedrály:
- Łukasze I. Górka - vojvoda Poznaně (zemřel 1475) - v kapli svatého Františka Xaverského
- Uriela Górka - Poznaňský biskup (zemřel 1498) - v kapli Nejsvětější svátosti
- Poznaňského biskupa Andrzeje z Bnina (zemřel 1479) - u vchodu do sakristie
- Andreje Grodzického - poznaňský kanovník (zemřel 1550) - v kapli Panny Marie Andělské
- Bernarda Lubrańského - poznaňský kanovník (zemřel 1499) - mezi kaplí svatého Jana Kanty a jižní kruchtou

Jména vládců, pohřbených v katedrále, jsou uložena v podlaze v lodi před presbytářem. Je zde také pamětní deska připomínající biskupa Jordana z roku 2000.

### Věnec kaplí
Věnec kaplí, obklopujících chrám, se během požáru v roce 1945 vyhnul velkým škodám a jejich původní výzdoba se zachovala dodnes.

#### 1. Kaplesvatého Martina
Je zde oltář (zhotovený v letech 1905–1906), s obrazem z roku 1628, namalovaný Krzysztofem Boguszewským, knězem v kostele svatého Vojtěcha, znázorňující příjezd svatého Martina do Amiensu a dělícího se o svůj plášť se žebrákem. V horní části obrazu je Kristus, pokrytý stejnou polovinou pláště a obklopen andělskými sbory. Zajímavým faktem je, že světec má tvář prince Vladislava IV. Vasy a rytíř doprovázející svatého Martina má tvář krále Zikmunda III. Vasy. Obraz byl vytvořen pro opata Marcina Łętowského, z kláštera v Paradyžu a po zrušení kláštera, v roce 1832, byl umístěn v katedrále.
V kapli je také pomník arcibiskupa Walentyho Dymka - inspirátora rekonstrukce katedrály po zničení ve 2. druhé světové válce, od sochaře Czeslava Wožniaka, z roku 1964.

#### 2. Kaple svatého Josefa
Až do roku 1905 zde byla kruchta. Neoklasicistní oltář byl postaven v roce 1905. Na obraze je svatý Josef s Ježíšem. Na vrchu oltáře je obraz z 19. století, zobrazující svatého Isidora Oráče.
V kapli je navíc novorenesanční náhrobek kardinála Mieczysława Ledóchowského (zemřel 1902) z roku 1903, zhotovený Władysławem Marcinkowským. Na počest kněží, kteří zemřeli v nacistických koncentračních táborech, skulptura od Kazimierze Bieńkowského z roku 1964.

#### 3. Kaplesvaté Cecílie
Raně barokní oltář z roku 1652, s italskou malbou z první poloviny 17. století zobrazující svatou Cecílii s varhanami, darovaný Edwardem Raczyńským, namalovaný Guercinim (J. F. Barbieri). Na predelli je reliéf Zázrak svatého Antonína a nad ním Ukládání do hrobu. Oba reliéfy pocházejí z roku 1652. Po stranách jsou postavy svaté Barbary a svaté Kateřiny.
Pod oknem je červený mramorový náhrobek biskupa Sebastiana Branickiho (zemřel 1544) a nad ním epitaf biskupa Teofila Wolickiho (zemřel 1829).
Na západní zdi je epitaf ze 17. století. Zobrazuje postavy klečícího Zygmunta Raczyńského (zemřel 1677) a jeho švagra, královského tajemníka Jana Wąglikowského (zemřel 1652). V katedrále je od roku 1842, původně byl v kostele Bernardinů v Bydhošti.

#### 4. Kaple Panny Marie asvatého Františka Xaverského
Pozdně barokní oltář z konce 18. století, s obrazem Matky Boží s dítětem, ze začátku 16. století a nad ním obraz svatého Františka Xaverského.
Naproti oltáři je vápencový náhrobek biskupa Łukasze Kościelecki (zemřel 1597). Nad náhrobkem je postava donátora Jana Kościeleckého, synovce biskupa, klečícího před vzkříšeným Kristem.
Výzdoba doplňuje votivní obraz (z roku cca 1590), znázorňující rod Przecławských z Knyszyna, od neznámého malíře z Poznaně. Do katedrály byl přenesen po likvidaci kostela v Chojnici a dále je zde bronzová socha kardinála Augusta Hlonda (zemřel v roce 1948), kterou navrhl Józef Stasiński v roce 1962.

#### 5. Kaple Požehnané svátosti (Svatého kříže, rodiny Górků)
Byla založena v roce 1481, z nadace biskupa Urila Górky sloučením bývalých kaplí svaté Sofie a svatého Linharta.
Na západní zdi je monumentální hrobka rodiny Górků, z bílého vápence a červeného mramoru, zhotovena v roce 1574 v Krakově Hieronimem Canavesim. Zafinancoval ji Andrzej II. Górka - kastelán międzyrzecký, syn Andrzeje I. V horizontálních výklencích jsou postavy Andrzeje I. Górky (zemřel 1553) - poznaňského kastelána a generálního starosty Velkopolska a jeho manželky Barbary, roz. Kurozwęcké. Ve svislých výklencích stojí, počínaje od hlavni lodě: Łukasz II. Górka (zemřel 1542) - wloclavský biskup a Uriel Górka (zemřel 1498) - poznaňský biskup. Na reliéfu níže jsou postavy šesti dětí Andrzeje I. a Barbory. Celé je to završeno postavou Zmrtvýchvstalého Krista. Donátorská tabule zobrazuje klečícího Andrzeje II. před křížem a erbem Górků - Łodzia.
Pouze Łukasz III. Górka (zemřel 1573) - vojvoda Poznaně, Andrzej II. Górka (zemřel 1583) - generální starosta Velkopolska a Stanisław Górka (zemřel 1592) - vojvoda Poznaně, nejsou pohřbeni v rodinné hrobce, z důvodu jejich protestantského náboženství.
Na barokním oltáři, vytesaném Bernardem Smolkem a Janem Maltzanem z Poznaně, v letech 1783–1787, visí zázračný polychromovaný krucifix z roku 1522, přestěhovaný sem v roce 1652. Krucufix je obklopen votivními dary - plakety zobrazující Kristovo utrpení. Po stranách krucifixu jsou na oltáři sochy Matky Boží a Jana Evangelisty.
Podle pověsti, byl jednou odsouzen k smrti nevinný muž. Způsobilo to velké rozhořčení mezi obyvateli, kteří se začali vroucně modlit, protože neviděli žádnou jinou možnost tomuto člověku pomoci. Popravčí vyvedl odsouzeného z vězení, které se nacházelo v suterénu radnice a posadil ho na vůz. Ponurý pohřební průvod projel ulicí Vratislavskou a směřoval na tradiční místo poprav, které se nacházelo v oblasti dnešní Wildy. Když průvod projížděl pod Vratislavskou branou, Kristus z kříže, visícího na ní, vykřikl: „Já jsem nevinný!“. Odsouzený muž byl propuštěn a krucifix byl přenesen do katedrály.
Na zdi visí epitaf Wojciecha Tolibowského (zemřel 1663) - biskupa v Poznani, jeho bratra Ludwika Tolibowského (zemřel v roce 1673) - kanovníka a děkana poznaňské kapituly a Mikołaje Zalaszowského (zemřel 1703) - arciděkana, rektora Lubrańské akademie a profesora práva a historie na Jagellonské univerzitě a pamětní deska věnovaná Andrzejovi II. Górkovi. Polychromie, pokrývající volné prostory, je sgrafitem z roku 1952, navržená Jerzym Hoppenem a zobrazuje čtyři evangelisty a Poslední večeři Páně. Kaple je uzavřena gdaňskou mříží z roku 1680.

#### 6. Zlatá kaple (polští králové)
Je umístěna přesně v ose kostela. V roce 1815, na podnět pozdějšího biskupa kněze Teofila Wolického, byl zřízen výbor pro stavbu nové kaple pod vedením hraběte Edwarda Raczyńského. Byl přijat projekt Františka Lanciho, který na místě gotické kaple Panny Marie, navrhl výstavbu osmiúhelníkového mauzolea v byzantském stylu. Kaple byla přestavěna v letech 1836–1837 a vybavení kaple bylo zkompletováno do roku 1841. Napravo od vchodu je novogotický sarkofág prvních vládců. Nad hrobkou je obraz Boleslava Chrabrého a Otty III. u hrobu svatého Vojtěcha. Na opačné straně je památník vládců a nad sochou je obraz Mieczysława I. ničícího pohanské bůžky. Naproti vchodu je oltář s mozaikou zobrazující Nanebevzetí Panny Marie a na oltářním stole figury deseti panen. Na podlaze je mozaika s nápisem: Miecislaus Dux Boleslaus Rex. Kupole zobrazuje Boha Otce obklopeného cherubíny. Níže jsou vyobrazení dvaceti světců a požehnaných, pod nimi medailony s 34 nejstaršími polskými šlechtickými erby a ještě níže osm štítů s erby nejstarších diecézních kapitul. Pod erby kapitul stojí na polosloupech osm andělů, hlavice polosloupů podepírají orli. Níže je vlys z hlav cherubínů. Vstup do kaple je uzavřen mříží z roku 1838.

#### 7. KaplePanny Marie z Čenstochovéa svatého Stanisława Kostky
Byla postavena v letech 1731–1734 spojením původní kaple svatého Martina (postavena v letech 1405–1406 z nadace Ostrorogů a na konci 16. století převzata rodem Powodowských erbu Łódzia) a kaple Narození Panny Marie z roku 1313 (financovaná rodem Gwiazdowských). Po sloučení se nazývala Kaple svatého Jana Nepomuckého, současný název obdržela v roce 1817.
Na oltáři z roku 1817 je kopie obrazu Panny Marie Čenstochovské od malíře Leonarda Torwirta. V roce 2012 byl pod obrazem uložen relikviář svatého Jana Pavla II.
Naproti je náhrobek kanovníka Jana Koźmiana (zemřel 1877) od sochaře Oskara Sosnowského a pod oknem epitaf pomocného biskupa poznaňskéhoi, Karla Poniňského (zemřel 1727).
Další náhrobky patří kanovníku Jakubovi Prądzewskému (zemřel 1600) a rodině Powodowských. Zde spočívají: Wawrzyniec (zemřel 1543), jeho manželka Urszula a jeho synové: Jan - rektor katedrály a Hieronim - poznaňský kanovník a arcipresbiter Mariánského kostela v Krakově.
Podle záznamů kronikářů, Wawrzyniec Powodowský, který byl členem Řádu Johanitů, vstával po dobu jednoho roku během bohoslužeb z hrobu a asistoval během liturgie s tasenou šavlí, stojíce mezi lavicemi prelátů a kanovníků. Dle tabulky, umístěné na sloupu, skončil tento příšerný jev 26. dubna 1544, po provedení zvláštních obřadů. Wawrzyniec měl činit toto jako pokání za nesplnění této povinnosti během svého života a za protiprávní předstírání, že je od roku 1531 velitelem.
Na dvou kupolích, zakrývajících kapli, jsou polychromy od Józefa a Łucje Oźminů, zobrazující scény související se svatým Stanisławem Kostkou.

#### 8. Kaple Srdce Ježíšova
Byla založena v 15. století jako sál pro jednání kanovníků. Její současný interiér, navržený Rogerem Sławským, byl kompletně zrekonstruován v letech 1904–1906.
Na oltáři z let 1904–1906 je obraz Poutník u nohou Krista od Piotra Stachiewicze z roku 1905. Níže je náhrobek arcibiskupa Floriana Stablewského (zemřel 1905) - inspirátora rekonstrukce kaple, zhotoveného sochařem Władysławem Marcinkowskim v roce 1935.
U oltáře jsou dvě velké vázy z čínského porcelánu. Ze stropu visí benátský křišťálový lustr z počátku 20. století.
V mramorovém portálu vedoucím ven jsou bronzové novorenesanční dveře vyrobené v roce 1905 v Münsteru.

#### 9. Kaple Panny Marie Andělské (Panny Marie a Svatých andělů, kaple rodiny Szołdrských)
Byla postavena v letech 1652–1656 sloučením menších kaplí Nalezení Svatého kříže a Neposkvrněného početí Panny Marie a svatých Petra, Pavla a Doroty jako místo odpočinku biskupa Andrzeje Szołdrského.
V jejím interiéru jsou na obloucích oddělujících kapli od lodi vidět zbytky renesanční polychromie: květinový ornament z poloviny 16. století a postavy deseti apoštolů z roku 1616.
Na barokním oltáři je obraz Modrý Jeruzalém od Krzysztofa Boguszewského z roku 1628. Zobrazuje Matku Boží věčné pomoci doprovázenou archandělem Michaelem a Janem Křtitelem a nad nimi Svatou Trojici. Po stranách obrazu jsou sochy archandělů: Michaela a Gabriela, pod nimiž jsou medailony zobrazující Krista a Matku Boží. Na vrcholu oltáře je obraz od Grygiera z roku 1665 zobrazující archanděla Raphaela s Tobiášem. Na oltáři se nachází relikviář svatého Jukudyna.
Naproti oltáři je náhrobek z roku 1663, iniciátora rekonstrukce - biskupa Andrzeje Szołdrského (zemřel 1650). Zobrazuje biskupa klečícího před Pannou Marií s postavami svatého Jana Evangelistu a svatého Andřeje Apoštola. Nad nimi je reliéf se scénou Nanebevstoupení.
Mezi okny je barokní epitaf farního kněze Zygmunta Cieleckého (zemřel 1652).
Vstup do kaple je uzavřen gdaňskou mříží z let 1664 a 1666.
28. července 1939 byl v kapli pohřben arcibiskup Edward von Ropp.

#### 10. Kaple Nejsvětější Trojice
Dnešní podobu kaple získala během renovace v letech 1575–1576, kterou navrhl projektant poznaňské radnice, Jan Baptiste di Quadro.
Na oltáři z let 1783–1794 je socha zobrazující Nejsvětější Trojici nad planetou Země, obklopena anděly od autorů Bernarda Smolgeho, Jana Maltzahna a Augustyna Schöpsa.
V kapli naproti oltáři je náhrobek biskupa Adama Konarského (zemřel 1574) navržený Johnem Baptistem di Quadro, zatímco postavu biskupa zhotovil Hieronymus Canavasi.
Pod oknem je náhrobek arcibiskupa Antoniho Baraniaka, který vytvořil Eugeniusz Olechowski v roce 1986.
Výzdoba je doplněna obrazem-epitafem děkana kapitoly, Andrzeje Przecławského (zemřel 1571), který zobrazuje zesnulého s rodiči a sourozenci klečícími u nohou pašijové skupiny ukazujících na Ježíše na kříži a po jeho stranách Matku Boží a svatého Jana Evangelistu.

#### 11. Kaple svatého Jana Kanty
Byla založena kolem roku 1425 jako místo bohoslužeb pro profesory a studenty Lubraňského akademie. Zničena byla v roce 1790 a přestavěna v roce 1803.
Na oltáři, z roku 1805, je obraz svatého Jana Kanty v kostýmu profesora na Jagellonské univerzitě, který namaloval Jan Gładysz v roce 1803. Pod oknem je renesanční náhrobek biskupa Jana Lubrańského, který vytvořil jeden ze sochařů dílny Bartłomieje Berrecciho.
Součástí interiéru je i gotická křtitelnice z 15. století, vyrobená z tepaného měděného plechu a socha biskupa Marcina Dunina (zemřel 1842) od Andrzeje Friedericha, pocházejícího ze Štrasburku, z roku 1846.

#### 12. Jižní kruchta
Vybudována jako součást královské kaple Přemysla II. Poté, co byla kaple v roce 1307 zničena, byla přestavěna na samostatnou místnost zakrytou valenou klenbou.
Uvnitř se nachází kříž z první poloviny 17. století a sochy Panny Marie a svatého Jana Evangelisty z počátku 16. století.

#### 13. Kaple svatého Stanislava Biskupa a Mučedníka (královská)
Jedná se o nejstarší kapli v katedrále. Byla postavena Přemyslem II. jako místo odpočinku pro jeho manželku Rixu (pohřbena v kapli v roce 1293). Po své smrti zde byl pohřben i on (v roce 1296), ale náhrobek, který zafinancoval, byl zničen v roce 1371, když úder blesku vedl ke zhroucení jižní věže. Dnešní podoba kaple byla dána při rekonstrukcí v letech 1793–1794
Na oltáři z 19. století je kopie obrazu Palmy Mladšího, který zafinancoval Zikmund III. Vasa pro varšavskou katedrálu, od autora Marceli Bacciarelliho. Představuje uctívání Matky Boží s dítětem, Janem Křtitelem a svatým Stanislavem. Pod oknem je epitaf arcibiskupa Leon Przyłuského s bustou od Oskara Sosnowského, završené reliéfem Panny Marie s dítětem. Při příležitosti oslav 700. výročí korunovace Přemysla II. na polského krále, byla z iniciativy Společnosti pro ochranu památek, pobočky v Poznani, provedena v roce 1995 celková rekonstrukce kaple. Do okna byla instalována nová vitráž od Jana Gawrona. Na západní stěně kaple je obrovský bronzový epitaf o hmotnosti asi 3 200 kg vyrobený podle návrhu Mariana Konieczného. Reliéf v centrální části zobrazuje polského krále Přemysla II., doprovázeného otcem Přemyslem I. a manželkou Rixou. Nad nimi je orel Přemysla II.

### Podzemí
V severní věži je vstup do suterénu, kde lze vidět archeologické fragmenty předrománské a románské katedrály (zdi z otesaných kamenů, předrománské základy sloupů) a také zbytky hrobek, pravděpodobně hrobky prvních polských panovníků. Nachází se zde také mísa z 10. století. Dle jedné domněnky se jedná o zbytky křtitelnice, v níž byl pokřtěn Měšek I. a jeho poddaní, dle jiného názoru se jedná o nádobu na výrobu vápna. Tyto nálezy byly objeveny během prací v roce 1946 a v letech 1951–1956. Podle novějších interpretací náleziště byla hrobka ve středu lodi pohřebištěm prvního biskupa Jordana (dle názoru prof. Przemysława Urbańczyka). Trochu dále, ve druhé kryptě, je lapidárium se zbytky náhrobků a epitafů. Poslední krypta slouží, od roku 1963, jako místo odpočinku poznaňských metropolitů a pomocných biskupů. Jsou zde rakve s pozůstatky následujících duchovních:
v hlavní kryptě:

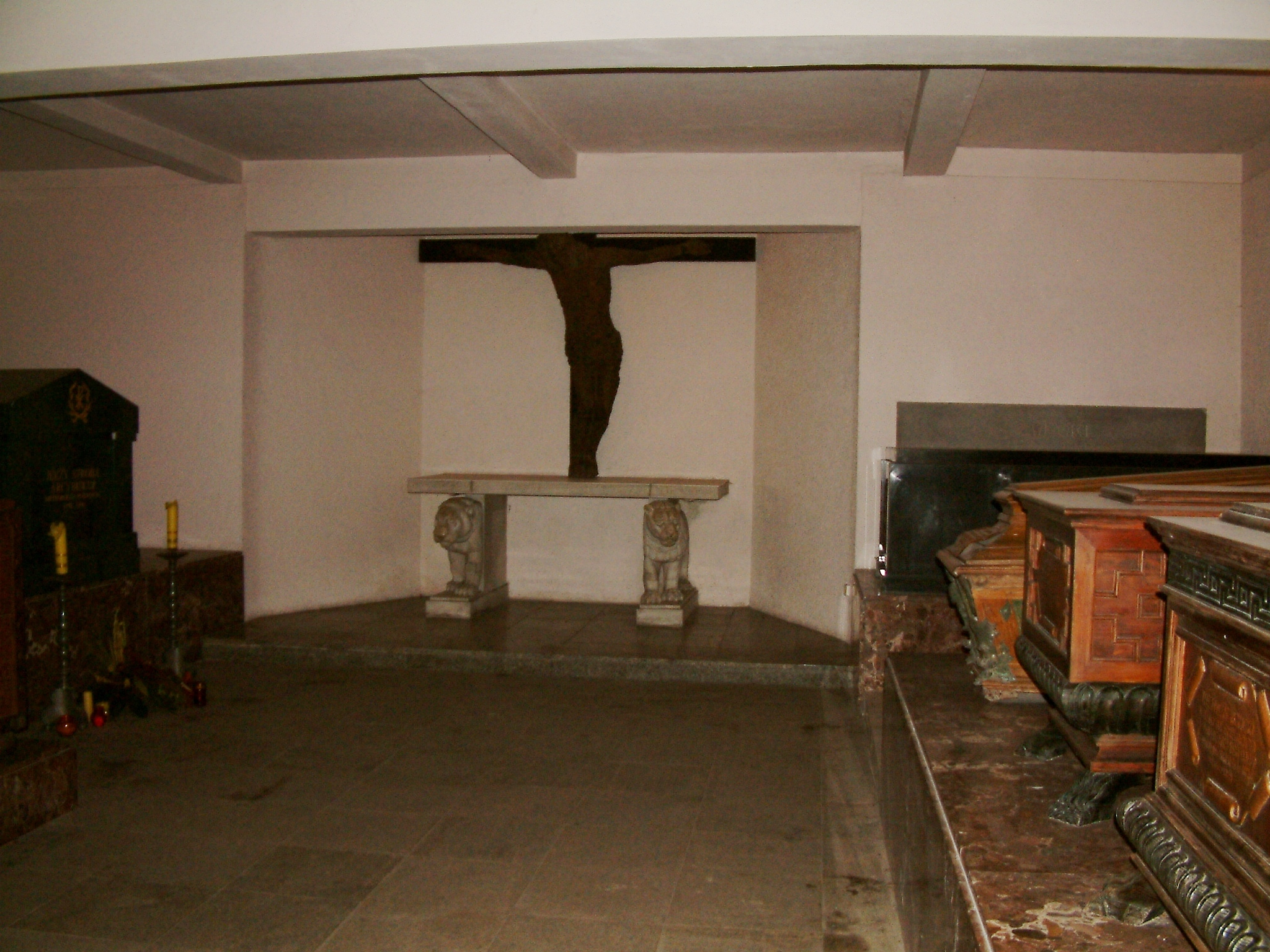
Arcibiskupská krypta

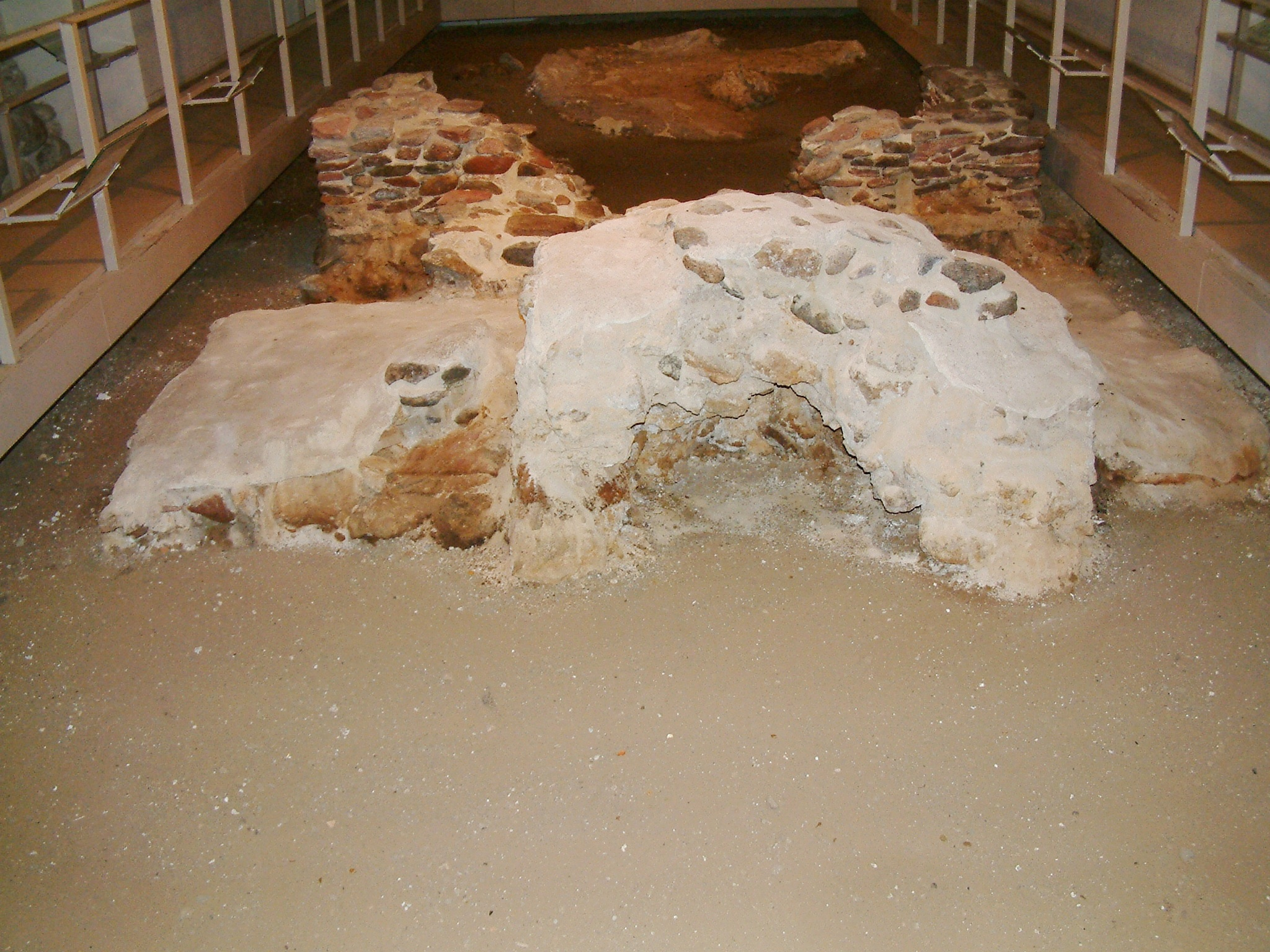
Krypta: domnělý hrob Měška I.

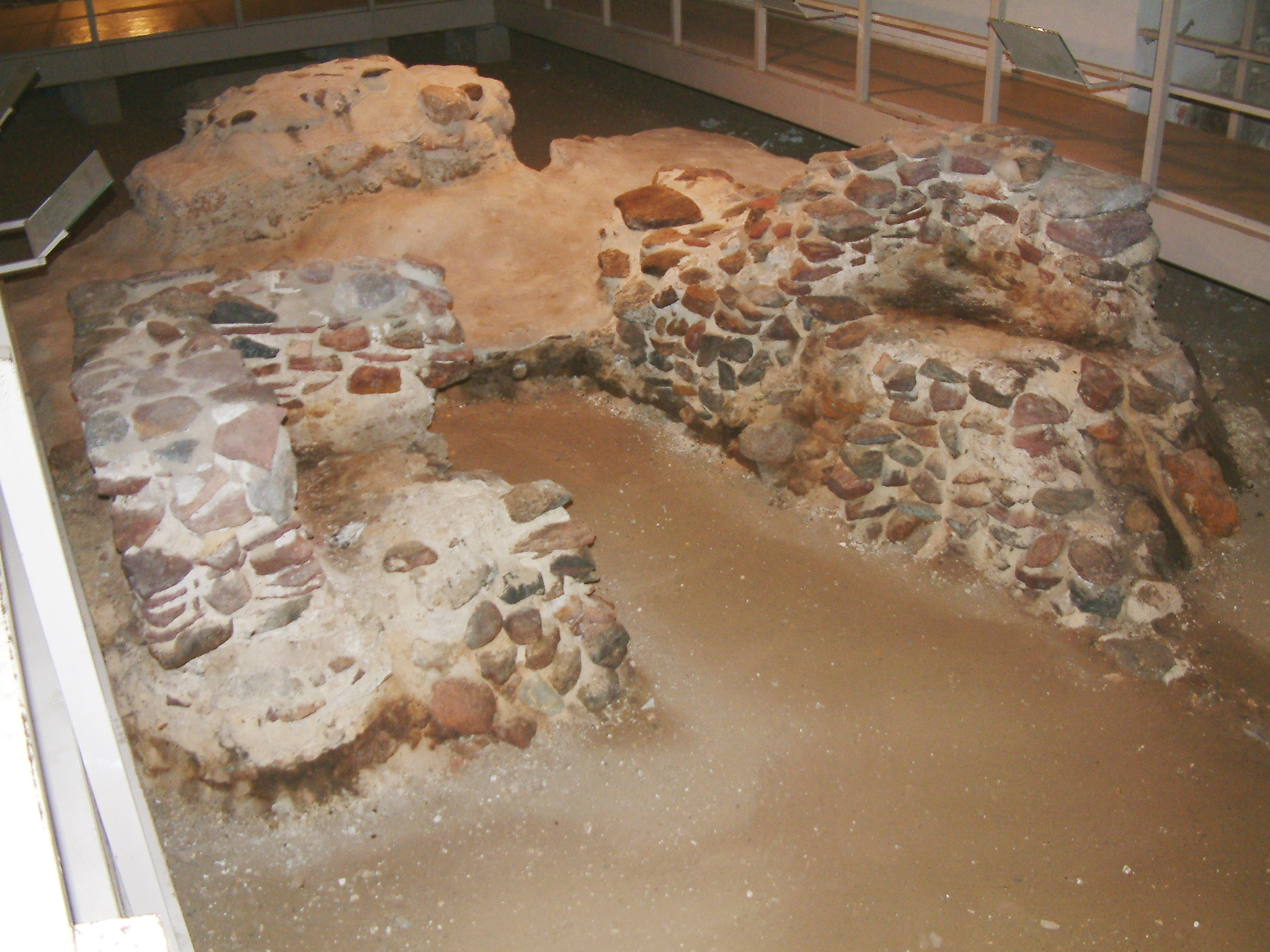
Krypta: domnělý hrob Boleslava Chrabrého

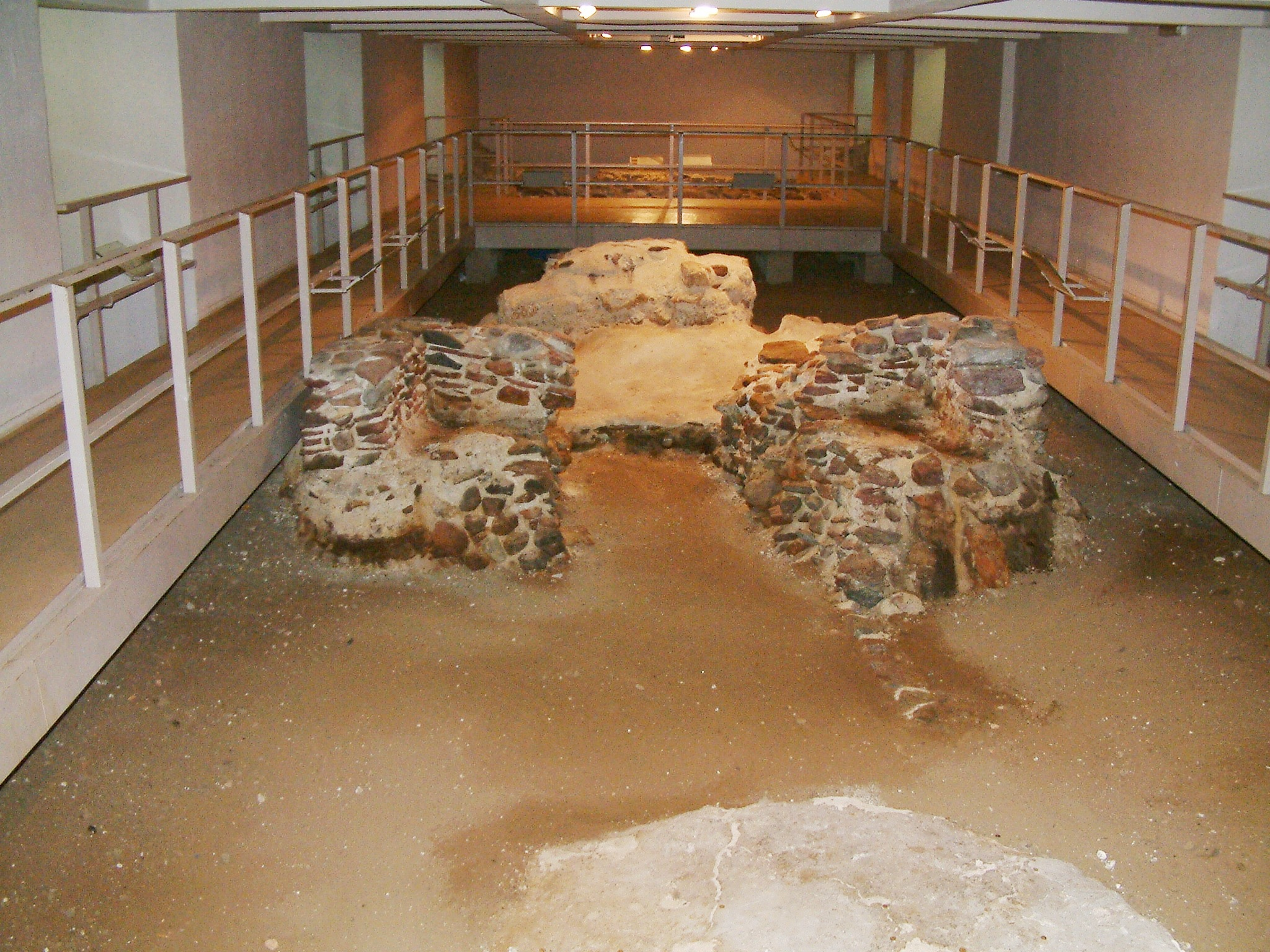
Krypta: celkový pohled

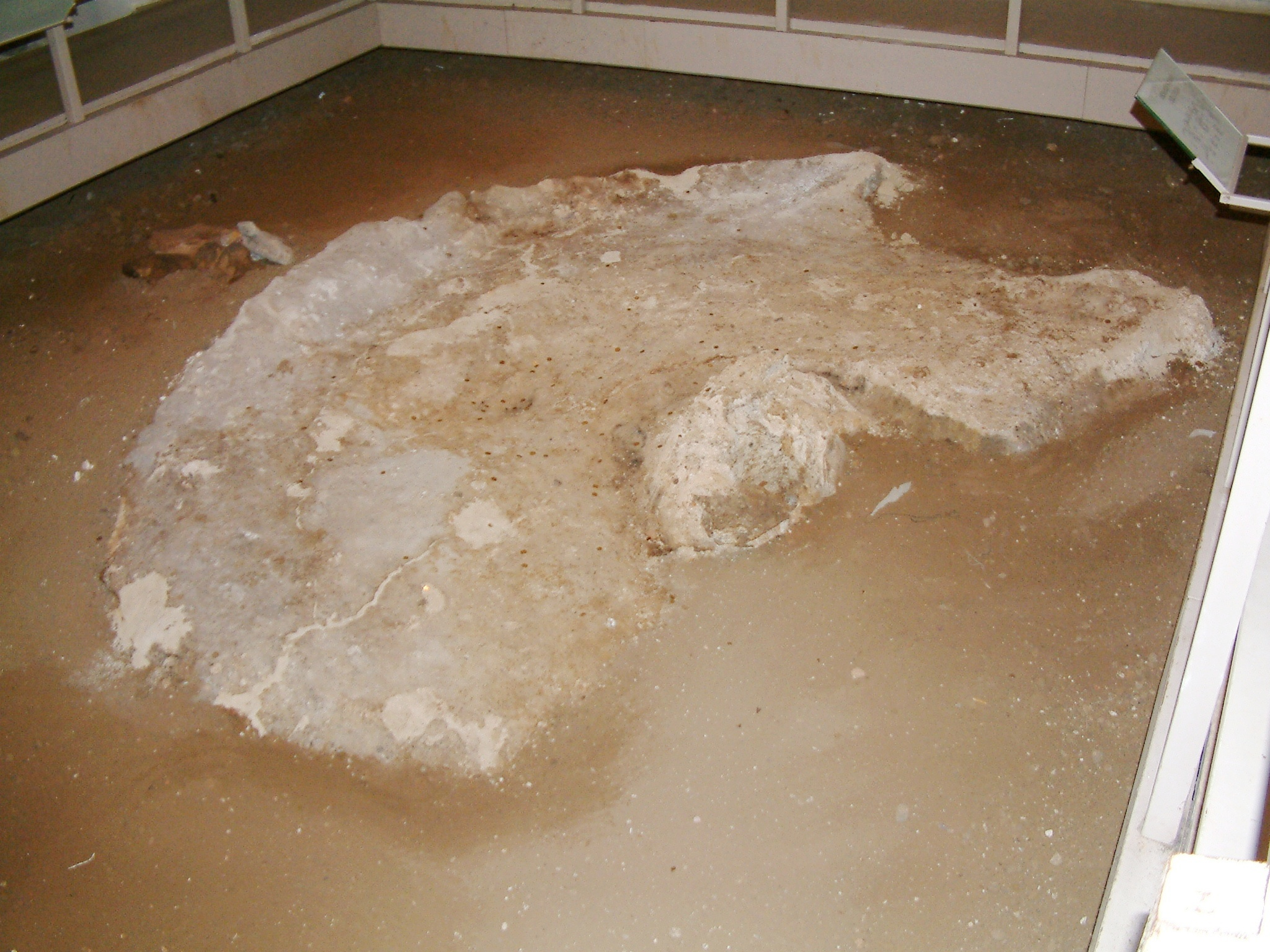
Krypta: křtitelnice nebo nádoba na přípravu vápna

- arcibiskup Jerzy Stroba - poznaňský metropolita
- arcibiskup Antoni Baraniak - poznaňský metropolita
- arcibiskup Edward Likowski - metropolita Poznaně a Hnězdna, polský primas
- arcibiskup Florian Stablewski - metropolita Poznaně a Hnězdna, polský primas
- arcibiskup Julius Dinder - metropolita Poznaně a Hnězdna, polský primas
- biskup Wojciech Tolibowski - poznaňský ordinář
- kardinál. Mieczysław Ledóchowski - metropolita Poznaně a Hnězdna, polský primas
- arcibiskup Leon Przyłuski - metropolita Poznaně a Hnězdna, polský primas
- arcibiskup Marcin Dunin - metropolita Poznaně a Hnězdna, polský primas
- arcibiskup Teofil Wolicki - metropolita Poznaně a Hnězdna, polský primas
- arcibiskup Tymoteusz Gorzeński - metropolita Poznaně a Hnězdna, polský primas

v postranní kryptě:
- kardinál Bolesław Filipiak - děkan Římské roty
- biskup Franciszek Jedwabski, poznaňský pomocný biskup, generální vikář
- infulat Franciszek Marlewski - apoštolský protonotář
- infulat Nikodem Mędlewski - apoštolský protonotář